# Kolumbusz Kristóf
Cristoforo Colombo vagy magyarosított nevén Kolumbusz Kristóf (olaszul: Cristoforo Colombo, portugálul: Cristóvão Colombo, spanyolul: Cristóbal Colón; Genova, Genovai Köztársaság, 1451. augusztus 25. és október 31. között – Valladolid, Kasztíliai Királyság, 1506. május 20.) itáliai származású (genetikailag spanyol és zsidó gyökerekkel rendelkező), a portugál, majd a spanyol korona szolgálatában állt utazó, tengerésztiszt, az amerikai kontinens 1492-es felfedezője. Bár az első, Amerika földjére lépő európaiak a 10. századi viking hajósok voltak – feltehetően Leif Eriksson, esetleg Bjarni Herjólfsson és harcosaik –, de művelődéstörténeti szempontból Kolumbusz felfedezése vezetett a korabeli világkép dinamikus kitágulásához, annak nyomán indult meg az amerikai kontinens feltérképezése és gyarmatosítása.

## Colombo, Colón, Kolumbusz
A liguriai partvidéken a Colombo~Columbo családnév a 14. századtól kimutathatóan gyakori volt. Az olasz colombo jelentése ’galamb’, amely az azonos jelentéstartalmú latin columbus szóra vezethető vissza. A nagy felfedező idegen földön nevét az autochton nyelvekhez igazította, így Portugáliában a Cristóvão Colombo, Kasztíliában a Cristóbal Coloma, majd a Cristóbal Colón nevet vette fel. A világ különböző nyelvein Pietro Martire d’Anghiera latin nyelvű munkájának (De Orbe Novo, 1530) köszönhetően többnyire latin névváltozata, a Christopher Columbus, illetve ennek származékai terjedtek el, így az angolban Christopher Columbus, a németben Christoph Kolumbus, a franciában Christophe Colomb, az oroszban Христофор Колумб, a magyarban pedig Kolumbusz Kristóf néven ismerték a középkor vége óta.

## Élete

### Családi háttere

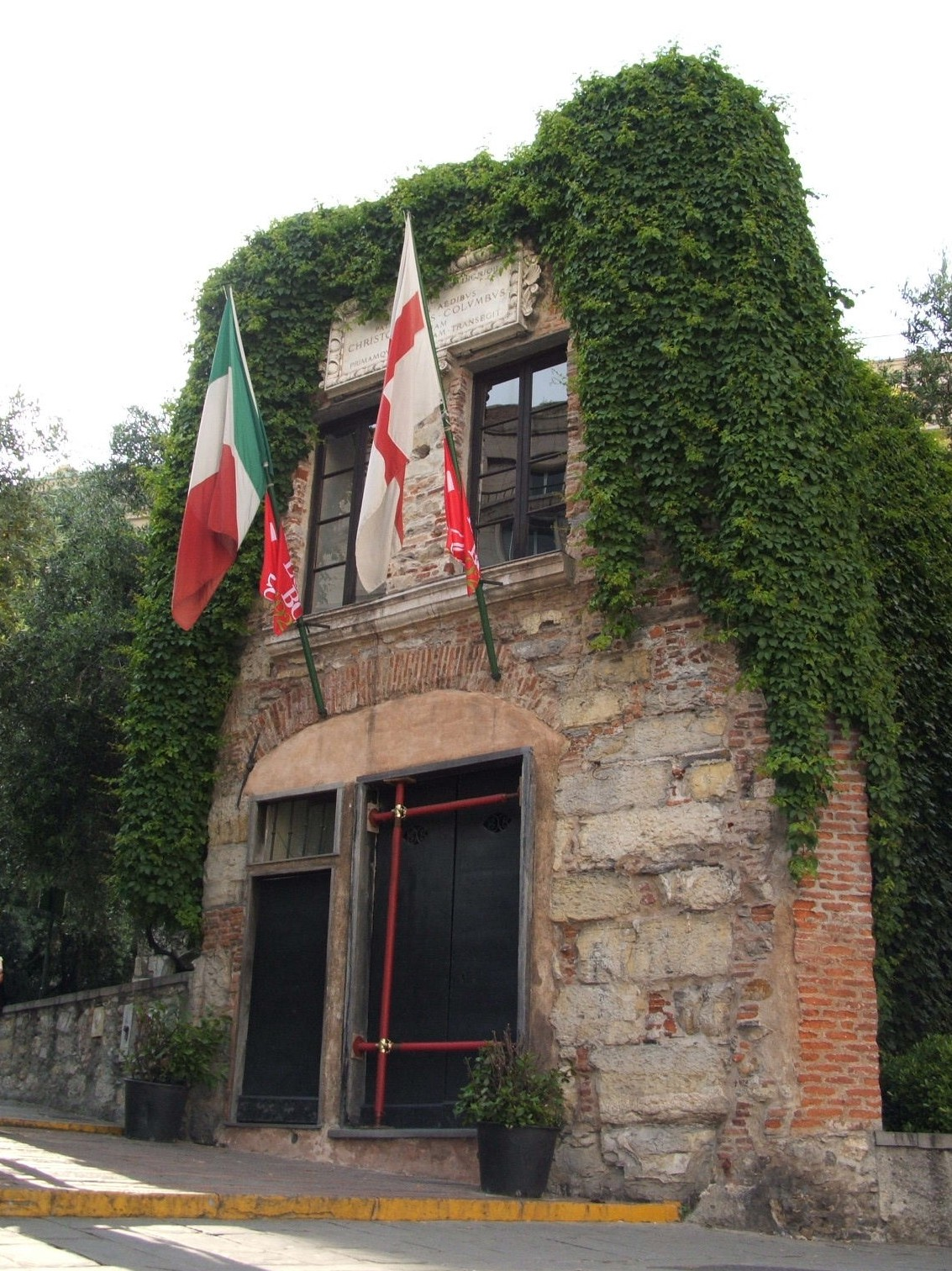
A genovai Kolumbusz-ház

A Colombo családról szóló legkorábbi feljegyzést 1429-ből ismerjük. Giovanni de Colombo maconesei születésű, Quintóban tevékenykedő posztótakács – a későbbi felfedező apai nagyapja – ez év februárjában adta tizenegy éves, Domenico nevű fiát hatévnyi szolgálatra Guilelmo de Brabante posztókészítő keze alá, hogy tőle a mesterséget kitanulja. Domenico Colombo tanulóévei letelte után elhagyta mesterét, de nem Quintóba tért vissza, hanem a Ligur-tenger partján fekvő Genovába költözött. A város ebben az időben pezsgő gazdasági-pénzügyi központ volt, és a Genovai Köztársaság fővárosaként élénk tengeri kereskedelmet folytatott az ismert világ nagy részével.
Domenico azonban Genova egyetlen olyan negyedébe költözött, amelynek az életét nem a tenger határozta meg: a város keleti részén, a városfalhoz közel elterülő, gyapjúfonók, takácsok és kelmefestők benépesítette San Stefanóba. Domenico 1440-ben saját használatra házat és telket vett a Benedek-rendi San Stefano-kolostortól az Olivella közben. A genovai nótárius feljegyzése ekkor már textor pannorum megjelöléssel, azaz önálló posztókészítő takácsként említi. 1447-ben közfeladatot vállalt: a közeli Olivella városkapu őre lett, ami tényleges és állandó munkavégzéssel nem járt ugyan, de szerény fizetséggel igen, emellett Colombónak a helyi társadalomban betöltött helyéről is vall.
Ekkor már két éve házasságban élt, 1445-ben vette feleségül egy, a közeli Bisagno folyó völgyében műhelyt fenntartó, tehetős takács leányát, Susanna Fontanarossát. Az ara hozományként három házat vitt a házasságba. Ezek egyike a Sant’Andrea-városkapunál állt, és a feltételezések szerint ebbe költözött a család, itt születtek meg utódaik is: Cristoforo (1451-ben, de lehet, hogy 1452 elején), Giovanni (145?), Bartolomeo (1460), Giacomo (1468) és az egyetlen leány, Bianchinetta (147?). A napjainkban a helyén álló épületet Kolumbusz házának nevezi a köznyelv.

### Gyermek- és ifjúkora
A Sant’Andrea-kapu melletti házban élő család sora nem sokkal Cristoforo születését követően rosszra fordult. Noha a családfő kapuőri tisztsége hozott némi pénzt a konyhára, a genovai posztókészítő takácsok nehéz idők elé néztek. Nagymértékben függtek a termékeiket felvásárló genovai posztókereskedőktől, akik egyre alacsonyabb áron vették át a posztót. Az Oszmán Birodalom terjeszkedésével párhuzamosan ugyanis a Genovai Köztársaság keleti piacainak jelentős részét elveszítette, így a San Stefanó-i posztó iránti kereslet is csökkent. Domenico Colombo egyre több adósságügyletbe keveredett, s hitelezői száma az évek elteltével gyarapodott. Igyekezett több lábon állni: kereskedett borral és sajttal, kocsmát nyitott, földeket és házakat bérelt, s ezeket kis haszonnal bérbe adta. Adósságain azonban nem tudott felülkerekedni, s 1470. szeptember 22-én a genovai hatóságok elrendelték tömlöcbe vetését. A börtönből vesztegetéssel (azaz további adósságokkal) megszabadult, és a család még az év őszén a közeli Savonába költözött. Az uzsorások azonban itt is megtalálták, s végül 1473-ban potom árért túladott Olivella közi házán, hogy adósságának egy részét hitelezőinek visszafizethesse.
Az 1469–1474 közötti évekből fennmaradt iratokban a húszéves Kolumbusz Kristóf mindvégig apja társaként – azaz apja céhéhez tartozó posztókészítő takácsként – és adóstársaként tűnik fel. Jóllehet, ezekben az években a Colombo család már inkább posztó-, valamint borkereskedéssel foglalkozott, Kristóf eleinte gyapjúkártolóként dolgozott. Az 1460-as évek végétől vélhetően utazó ügynökként Liguria part menti falvait járta hajón. Ezt a hipotézist támasztja alá 1492. december 21-i naplóbejegyzése: „Már 23 éve járom a tengert, és sohasem hagytam el említésre méltó időre.” A Kolumbusz-kutatás ma még bizonytalan afelől, hogy hitelt érdemlő-e ez a dátum (1469) mint Kolumbusz első tengerre szállásának időpontja. Egyik 1501-es levelében ugyanis negyven évnyi tengerjáró múlttal dicsekszik, fia, Fernando Colón pedig azt írta, hogy apja tizennégy évesen kezdte tengerész pályafutását.
Annyi bizonyos, hogy 1473 végén, esetleg 1474-ben Kolumbusz végleg szakított a családi hagyománnyal, a posztókészítéssel és -kereskedelemmel. Az ifjút Genova ötven nagy hatalmú nemzetségének egyike, a Centurione-albergo karolta fel, és megbízásaikat teljesítve kezdte meg tengerész pályafutását. Évszázadokig tartotta magát az a feltételezés, hogy ebben az időben a paviai egyetemre iratkozott be, a 19. század végén azonban kiderült, hogy a források valójában a genovai gyapjúszövők Pavia utcai kézműves iskolájáról szólnak– ennek padjait Kolumbusz még gyerekkorában koptathatta. Mindezt alátámasztja az is, hogy bár kézírása szép volt, latinul csak felnőtt korában tanult meg, és az alapvető földrajzi-kozmográfiai ismereteket még ez után sajátította el.
Az apa, Domenico Colombo 1484-ben tért vissza Genovába, és 1499-ben halt meg – akkor, amikor már egész Európa legidősebb fiának felfedezéseitől volt hangos.

### Első hajóútja
1476-ban kihajózott a Földközi-tengerről az Atlanti-óceánra. Hajója kalóztámadás áldozata lett. Portugáliába vetődött, az év augusztusának végén vagy szeptemberének elején érkezett meg Lisszabonba, és a következő 10 évben ott lakott. 1477 és 1485 között (kereskedőként) bejárta az Atlanti-óceán ismert részét Izlandtól a portugál és spanyol szigeteken át egészen a Volta folyó torkolatának újonnan létesített portugál aranytermelő telepig. Eközben érlelte meg nagy tervét, hogy nyugatról érje el Indiát úgy, hogy az Atlanti-óceánon átkel, eljut Kínába, onnan a mai Japánba és végül Indiába.

### Portugália

Kolumbusz Kristóf arcképe. Sebastiano del Piombo festménye (1529–1531)

1474-ben meghalt IV. Henrik kasztíliai király. Két örököse között javában dúlt a kasztíliai háború a trónért, amikor Kolumbusz az országba érkezett.
A 14. századig Portugália nem játszott jelentős szerepet az európai történelemben, de a 15. században a legnagyobb tengeri hatalmak sorába emelkedett, és elérkezettnek látták az időt a gyarmati terjeszkedéshez. 1415-ben elfoglalták Ceutát, a mórok Gibraltári-szoros afrikai partján fekvő erődjét. Ezzel megszületett Portugália első tengerentúli birtoka.
A következő utakat az Avis-ház megalapítójának harmadik fia, Henrik herceg, Tengerész Henrik dolgozta ki, aki tengeri utat épített ki Afrika nyugati partjain. 1419-ben – nyugat felé terjeszkedve – kapitányai felfedezték Madeirát, majd 1449-ben az Azori-szigeteket.
1434-ben – a déli területek felé indulva – a portugálok elérték a Bojador-fokot, majd Szenegál partjainál hajózva Afrika legnyugatibb csücskét, a Zöld-fokot. 1442-ben fekete rabszolgákat vittek Lisszabonba.
1456-ban felfedezték a Zöld-foki-szigeteket, majd telepeket alapítottak a Guineai-öböl partvidékén. 1460-ban meghalt Tengerész Henrik, de ez nem állította meg a portugálokat. Sorban elfoglalták a Borspartot, az Elefántcsontpartot, az Aranypartot és a Rabszolgapartot. Kolumbusz ez idő tájt ismerkedett meg Lisszabonban Porto Santo elhunyt kormányzójának leányával, donna Felipa Perestrello e Monizzal, akit (valószínűleg 1476 telén) feleségül vett, és ezzel családi kapcsolatba került a portugál nemességgel.
1477 első napjaiban indult egy kereskedelmi expedíció Albion felé. Az egyik hajón tartózkodott Kolumbusz is. Télen fejezték be az északi hajóutat. Elhagyták az Ír-tengert és Albion partjait, Izlandot, de nem találták Thule szigetét. Ebben az időben Kolumbusz cukorral és könyvekkel kereskedett.
A Mindenható akaratából élt egy Christoforo Colombo nevezetű, genovai földről származó ember, aki könyvekkel kereskedett ezen az andalúziai parton.

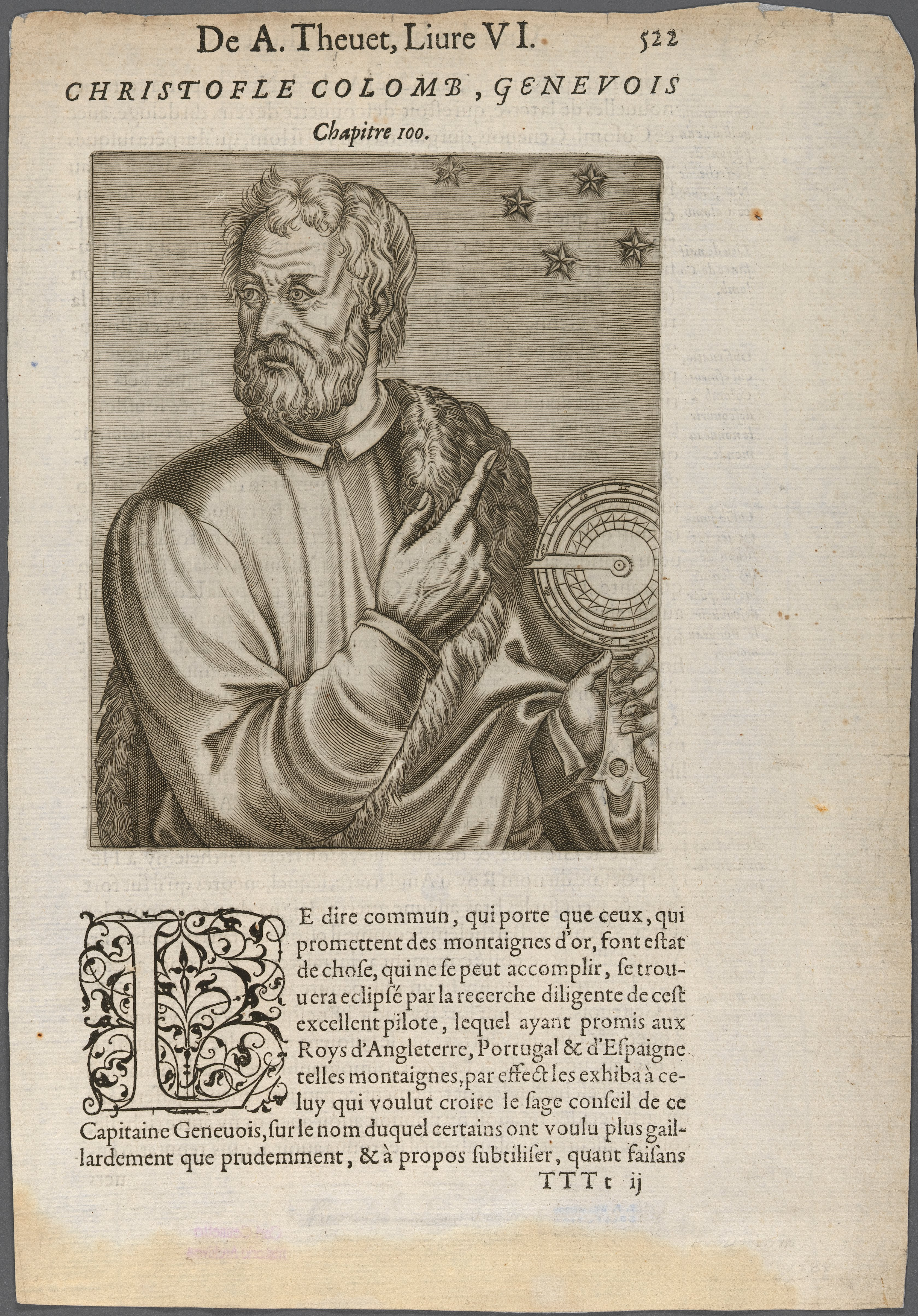
Kolumbusz Kristóf portréja (1584)

Testvérével térképészeti vállalkozása volt, közben önképzéssel elsajátította a latin nyelvet, tanulmányozta az Ó- és Újszövetséget.
1478-ban Diego nevű fia született Porto Santón. Ettől az évtől gyakorlati hajózási tanfolyamra járt. 1483–84-ben Guineában járt. Ezzel az úttal fejeződött be gyakorlati tengerészkiképzése.
1485-ben meghalt felesége, anyagi helyzete egyre rosszabbodott. 1485 nyarán – miután teljesen megszakadt kapcsolata felesége családjával – elhagyta Portugáliát, és Kasztíliába utazott. Vele ment az akkor 7 éves Diego fia, testvérét pedig Angliába küldte.

### Kasztília

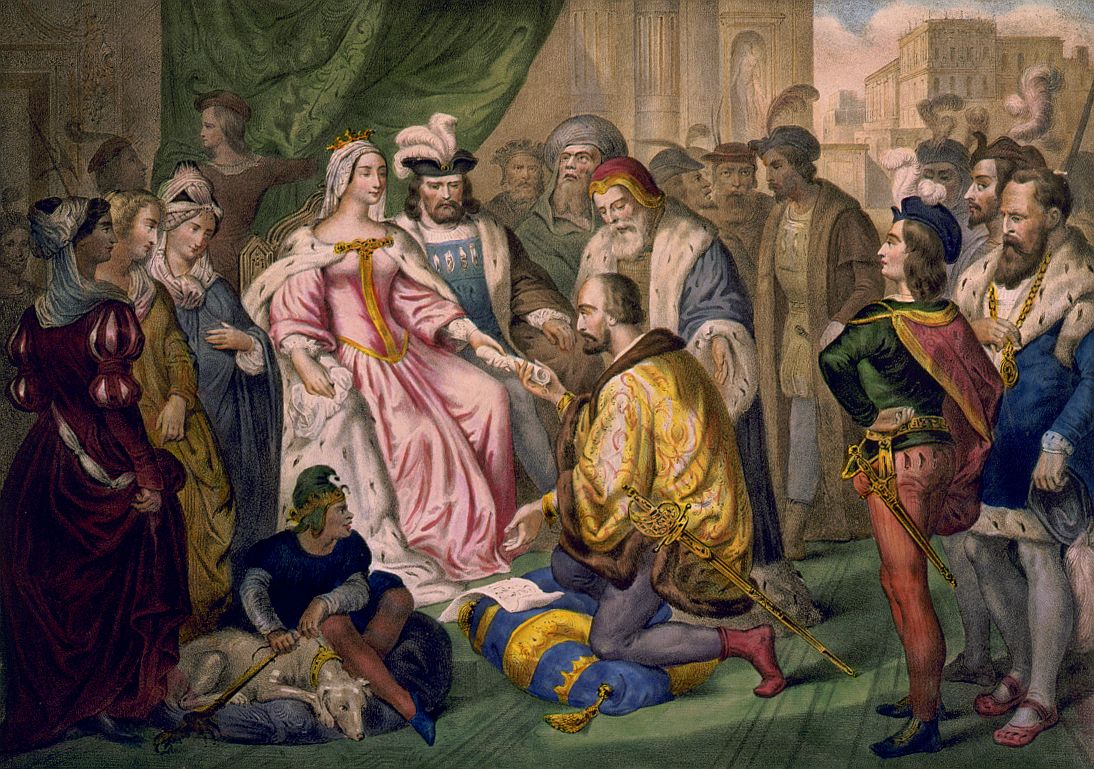
Kolumbusz bemutatja tervét a királyi párnak (színezett metszet, ismeretlen művész alkotása)

Kolumbusz Lisszabonból Palosba indult, hogy Hualva városban, sógornőjénél elhelyezze kisfiát, de útközben megpihentek a La Rabida-kolostorban, s Kolumbusznak annyira megtetszett a hely, hogy egy időre otthagyta fiát.
Kolumbusz Córdobába utazott Kasztíliai Izabella királynő és Aragóniai Ferdinánd udvarába, hogy „vízumot” kérjen. A királyi pár sokat váratta Kolumbuszt, míg végül kb. 5 hónap után, 1486. január 20-án fogadták őt Alcalá de Henaresben, de döntést nem hoztak. 3000 maravedí segélyt kapott a várakozás idejére. Július 3-án ismét fogadták, döntés azonban újra nem született, ezért ismét 3000 maravedít adtak neki megélhetési segély címén. 1487. október 15-én még mindig nem döntött a királynő és a király, ezért újabb 4000 maravedít kapott Kolumbusz.
Kolumbusz sok időt töltött Cordobában, így lassacskán megismert pár családot. 1487 nyarán így ismerkedett meg Beatríz Enríquez de Haranával.
Anyagi helyzetük nagyon rossz volt, ezért Kolumbusz életjelt küldött magáról II. János portugál királynak, aki válaszlevelében megírta, hogy fogadja őt. Kolumbusz tehát audienciára ment, de miután elmondta tervét a királynak, ő „kitette a szűrét”. Ekkor Kolumbusz újra próbálkozott a spanyol királyi párnál, de azok nem fogadták, ellenben 1488. június 18-án újabb 3000 maravedít adományoztak neki.
1488. augusztus 15-én megszületett Beatríz és Kolumbusz Fernando nevű gyermeke, de a szülők soha nem házasodtak össze. A királyi pár Granada visszafoglalásával és a mórok kiűzésével volt elfoglalva, így Kolumbusz csak 1491-ben találkozhatott újra velük.
1491 őszén Kolumbusz visszatért Rábidába, a kolostorban azonban már nem a régi szerzetesapát (Antonio de Marchena), hanem egy új (Juan Pérez) fogadta. Az apát közbenjárására a királynő 20 000 maravedít küldött Kolumbusznak, hogy vásároljon magának ruhát, egy hátas öszvért, aztán járuljon elé. Az év novemberében Kolumbusz megérkezett a Santa Fé-i táborba, ahol Izabella királyné tartózkodott. 1492. január 21-én a tizenegy éves háború véget ért, így a királyi pár Kolumbusz ügyére koncentrálhatott. Még 1492 januárjában meghozták a döntést, az expedícióval kapcsolatos szerződés azonban csak 1492. április 17-én került aláírásra. A teljes expedíció összesen kétmillió maravedíbe került.
1492. április 30-án Kolumbusz admirális és alkirály lett.

## Az első utazás
Kolumbusz első útjával kezdődött el a spanyol „conquistadorok” kora.
Az első út jelentős szereplői:
| Hajó neve            | Kapitány             | Mester                  | Kormányos                  |
| -------------------- | -------------------- | ----------------------- | -------------------------- |
| Santa María (karakk) | Kolumbusz Kristóf    | Juan de la Cosa         | Pedro Alonzo Niño          |
| Niña (karavella)     | Vicente Yañez Pinzón | Juan Niño               | Sancho Ruiz de Gamas       |
| Pinta (karavella)    | Martín Alonzo Pinzón | Francisco Martín Pinzón | Cristobal García Sarmiento |

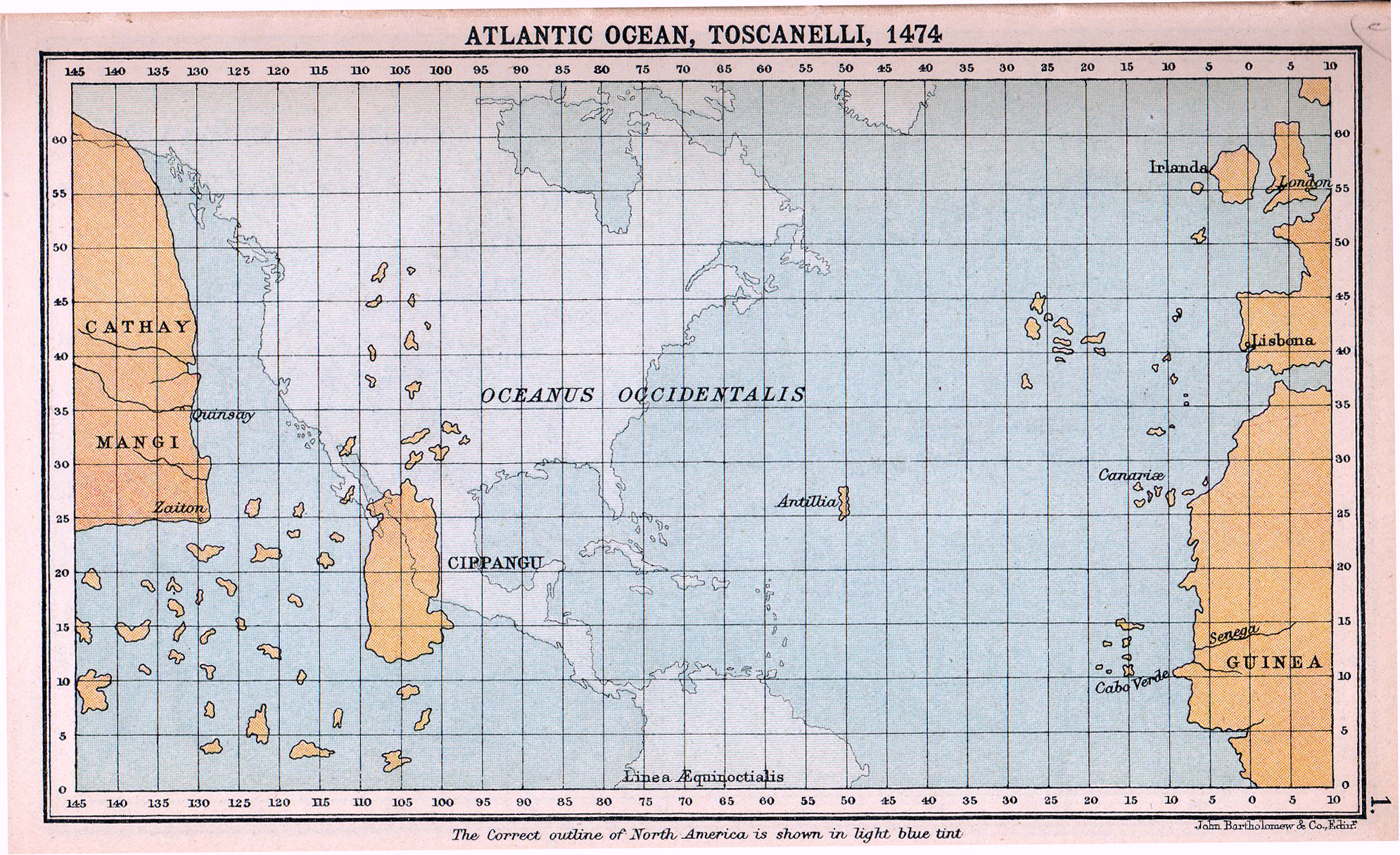
Paolo dal Pozzo Toscanelli olasz csillagász térképe 1474-ből, amelynek segítségével Kolumbusz nyugat felé akarta megközelíteni Indiát. Toscanelli Ázsiát tévesen, csak 4830 km távolságra ábrázolta Európától nyugatra.

Az első utazás

Kolumbusz 1492. május 12-én elhagyta Santa Fét és Rábidába indult, majd május 23-án Palosba érkezett. Augusztus 3-án az Odiel- és a Tinto-folyó összefolyásánál lévő Saltés-zátonytól felszedték a horgonyt, és nekivágtak az útnak. A Santa María karakk, a kisebb Niña és Pinta karavella típusú hajó volt, a Santa Maria volt a zászlóshajó.
December 24-én a Santa María tönkrement, így a Niña lett a zászlóshajó.

### Az út kezdete
Az út a Kanári-szigetekig 6 napig tartott. A Pintával több alkalommal is voltak gondok (kétszer eltörött a kormánya, valamint a hajó testén rés keletkezett).
Augusztus 6-án La Gomera partján lehorgonyoztak a Pintával és a javítás miatt szeptember elejéig ott időztek. Készleteik feltöltése után 1492. szeptember 6-án hagyták el a Kanári-szigeteket, az utolsó El Hierro is eltűnt a látóhatárról. Szeptember 16-án elérték a Sargasso-tengert, amelyet október 5-én hagytak el. A hajók október 7-éig nyugat felé haladtak, de akkor a kapitány irányt változtatott és nyugat-délnyugat felé ment tovább.
Október 11-én a szárazföld közelségének jelei jelentkeztek: nádtöredéket, tüskebokor-ágat piros bogyókkal és faragott pálcát láttak a tengerészek a víz tetején úszni.
A hajók október 12-én éjjel a Bahama-szigeteken értek partot, amelyeknek láncolata Floridától Kubáig és Haitiig terjed. A szigetek száma közel 1000.

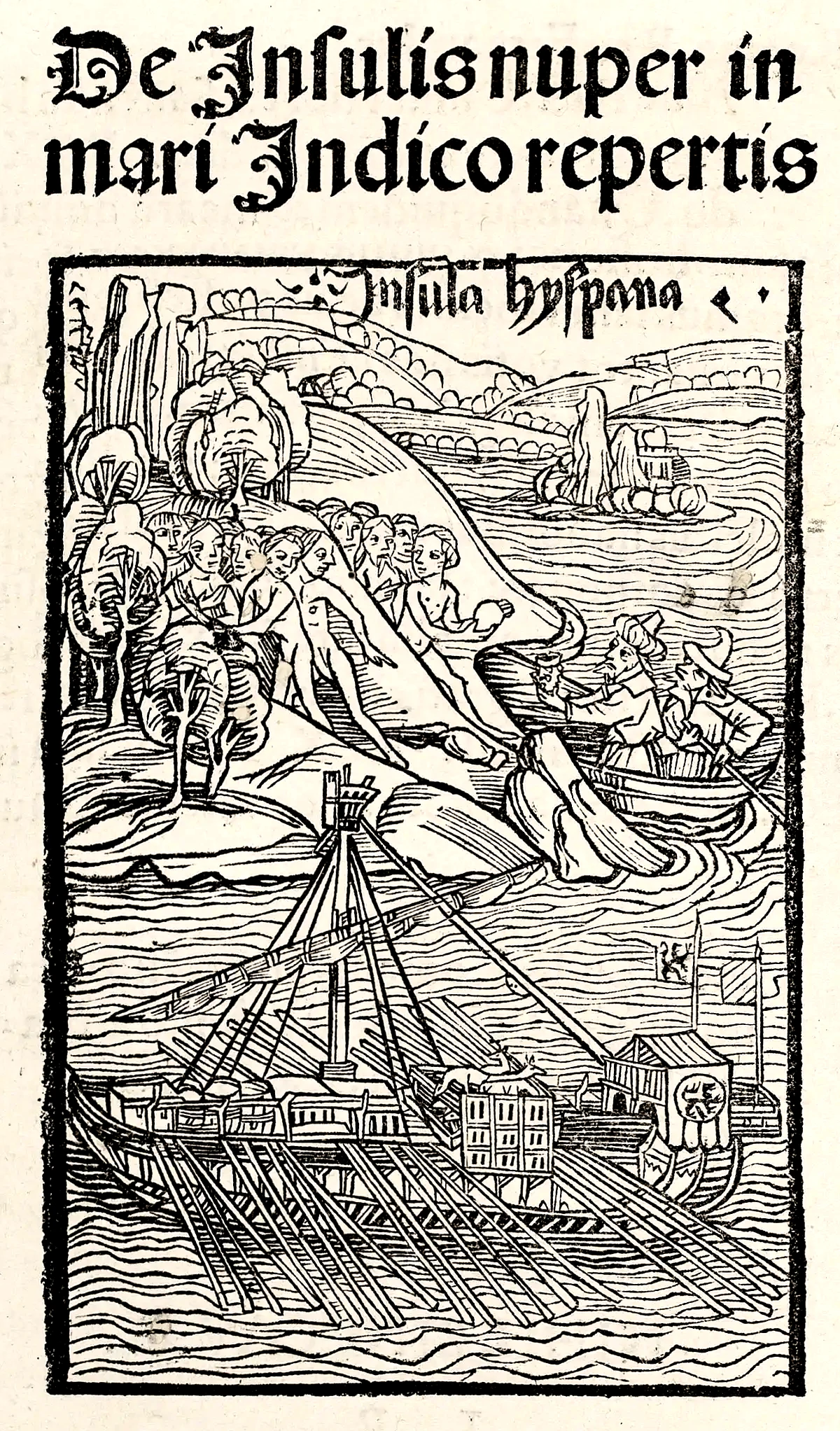
Kolumbusz kiköt a Guanahani-szigetén (San Salvador), az India felfedezését bejelentő De Insulis in mari Indico nuper inventis című levél illusztrációja, Basel, 1493

A Bahama-szigetek füzérének keleti szegélyén, a szigetsor kellős közepén fekszik a Guanahani-sziget. Az egzotikus sziget hossza kb. 12, szélessége 3–5 mérföld, közepén egy nagy tó található, amelyet sok apró tó vesz körül. A tengerjáró taino nép a déli Bahama-szigetekre a 7. században nyomult be Hispaniola és Kuba felől. Becslések szerint 40 000-nél több lucayan élt a spanyol gyarmatosítók érkezésekor. A helyi lakosokat az admirális indiánoknak nevezte el, ők lucayanoknak nevezték magukat. A tainók családjához tartoztak. Ez a nép élt a Nagy-Antillákon, Kuba és Haiti-szigetén is.
A szigetlakók Kolumbusz érkezésekor az európaiak által akkor még ismeretlen növényeket – pálmaliliomot, jamszgyökeret és kukoricát – termesztettek, hálóval halásztak, pálmalevelekkel fedett kunyhókban laktak, fegyvereik csontból és halfogból készültek, csónakkal (monoxilon) és kenuval (canoe) közlekedtek. Szellemeket imádtak és kőből vagy fából készítettek bálványokat. Vidáman éltek, főtereiken a „batejákon” énekes és táncos ünnepségeket, „areitókat” rendeztek. Gyantával átitatott fűből készült tömör labdával labdarúgáshoz hasonló játékot játszottak.
Kolumbusz hajói a Hosszú- vagy Fernández-öbölnél közelítettek. A szigetlakók barátságosan fogadták őket.
Kolumbusz így jellemezte a népet:

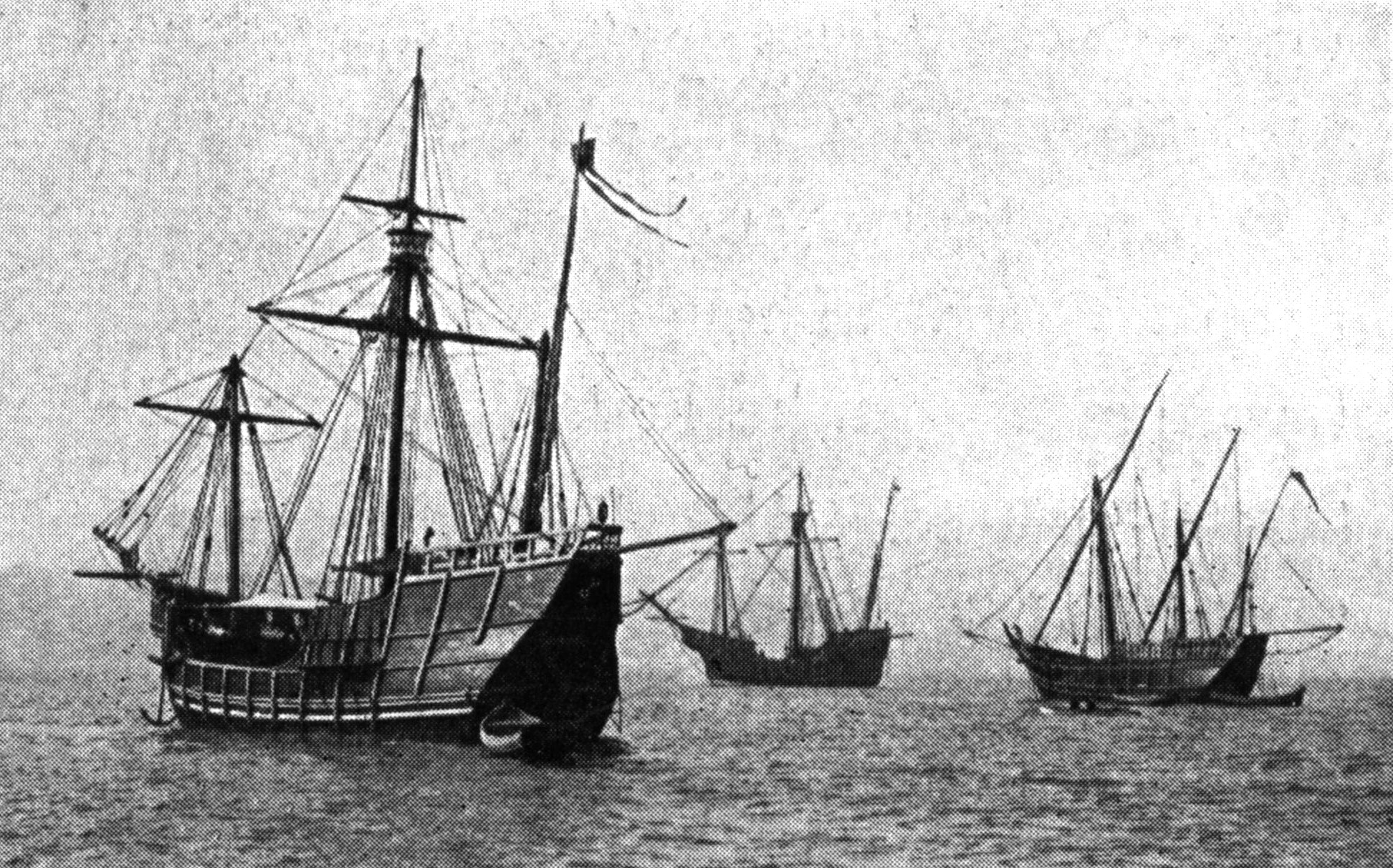
Kolumbusz három hajójának másolatai

„Papagájokat hoztak nekünk, és gyapotfonalat gombolyagban, hajítódárdákat és sok más holmit, s mindezt elcserélték más tárgyakra, amelyeket mi adtunk nekik. De nekem úgy tűnt, hogy ezek az emberek szegények. Mind meztelenül jártak, ahogy az anyjuk megszülte őket (…) Minden ember, akit én láttam, fiatal volt még és jó testalkatú. Testük, arcuk nagyon szép volt, a hajuk azonban durva, akárcsak a lovak sörénye és rövid, a bőrük pedig olyan színű, mint a Kanári-szigetek lakóié, akik nem feketék és nem fehérek. Néhányan kifestik magukat fekete festékkel, mások vörös festékkel; ismét mások azzal, ami a kezük ügyébe esik, némelyikük az arcát festi, mások meg az egész testüket, de vannak olyanok is, akik csak a szemüket vagy az orrukat. Nem viselnek és nem ismernek vasfegyvereket: amikor megmutattam nekik kardjainkat, megragadták az élénél és tudatlanságukban megvágták ujjaikat.”
Az admirális ünnepélyes szertartás keretében birtokba vette a Guanahani-szigetet és San Salvador (Szent Megváltó) névre keresztelte.
A szigeten Kolumbusz aranyat, fahéjat, borsot, szegfűszeget és egyéb más fűszert keresett, de mivel nem talált tovább indultak délnyugati irányba a legközelebbi sziget felé. A San Salvador-szigetről magukkal vittek hét bennszülöttet, ketten a következő napon megszöktek, a többiek pedig meghaltak a hajón.

### Kuba
A hajók a San Salvador szigetét elhagyva két hétig haladtak dél felé a Bahama-sziget körüli vizeken.
Kolumbusz jelölte a térképen a szigeteket:
- Santa María de Concepción-sziget (ma Rum-sziget)
- Fernandina-sziget (ma Hosszú-sziget vagy Long Island)
- Izabella-sziget (ma Crooked-sziget)

A tengerészek minden szigeten felfedeztek valami újat, olyan tárgyakat, amelyeket ők még nem ismertek, sőt az ázsiaiak, afrikaiak sem. Fernandinán a függőágyat, a szivart tabacónak nevezték, a növényt (dohány) pedig kajibának.
1492. október 24-én Kolumbusz Kuba felé indult, ahova 28-án érkezett meg. Itt új gyümölcsöket, valamint a burgonyát és a kukoricát ismerték meg és ameddig a szem ellátott szárazföld terült el. Itt az arawak nevű szigetlakókkal találkozott, akik semmilyen négylábú háziállatot nem tartottak. Az uralkodójuk egy király volt.
November 13-án kelet felé indult az admirális, hogy megkeresse az Arany-szigetet. November 21-én eltűnt a Pinta, mert kapitánya (Martín Pinzón) elsőnek akart eljutni az aranybányákhoz.

### A Santa María pusztulása

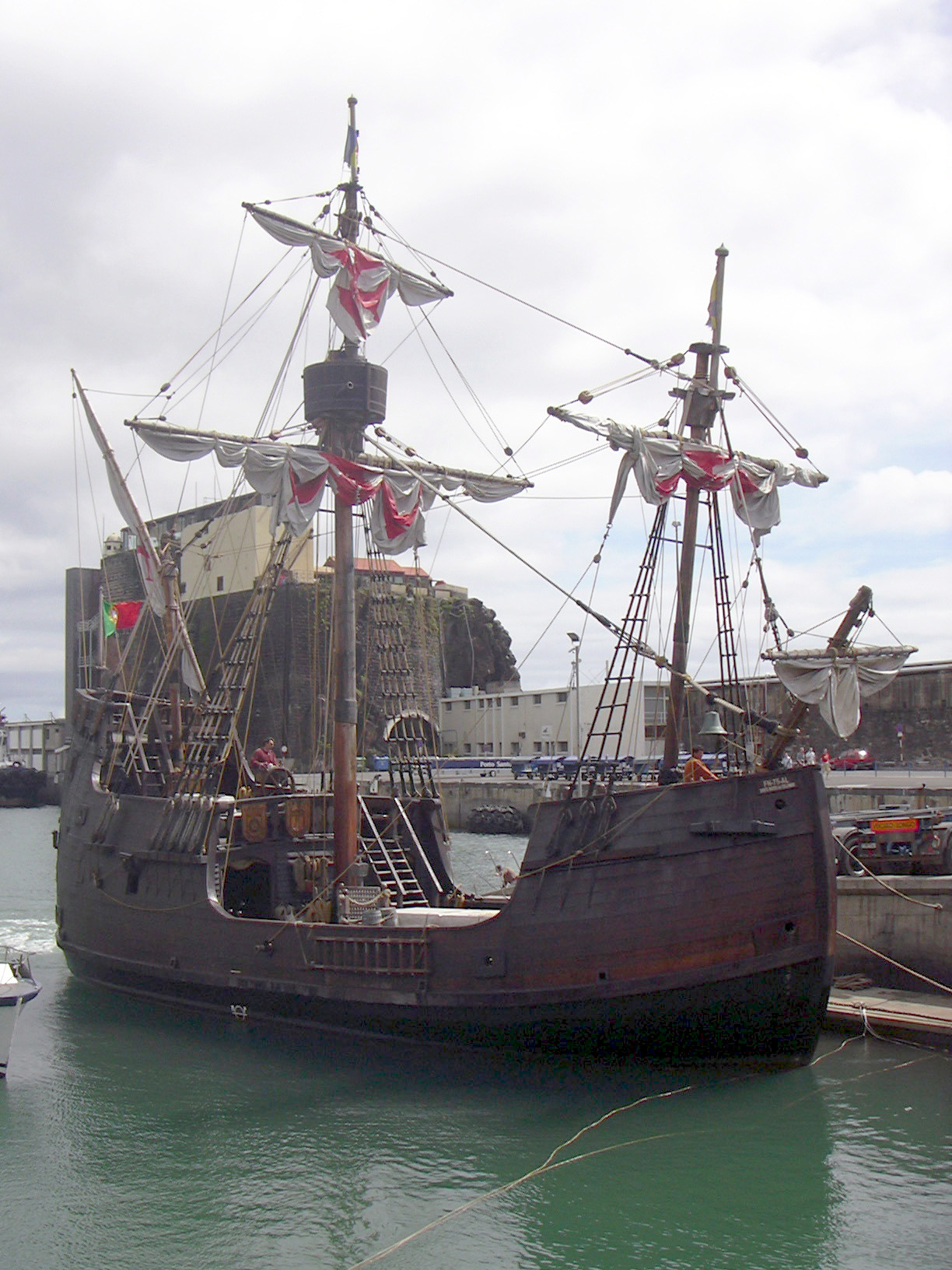
A Santa María replikája

December 5-én elérték a Bohio-sziget északnyugati csücskét. A szigetet Kolumbusz Hispaniolának, Spanyol-szigetnek nevezte el.
A sziget bal oldalánál Tortuga szigetét (mai nevén Tortue-szigetét) is elérték. A Tortuga név a spanyol teknősbéka szóból ered és a sziget formájára utal.
Hispaniola nem volt lakatlan. Kb. 300 000 taino indián élt ott. A szigetet az őslakosok Haitinek hívták.
Az admirális két hétig hajózott a partok mentén, majd december 19-én elérték a San Tommaso-öblöt (ma Acul-öböl).
December 24-én elérték a Szent-fokot (Punta Santa), melynek jelenlegi neve Cop-Haitien (Haiti-fok).
A Santa María ekkor rásodródott a korallzátony-vonulatra, az ütődéstől szétváltak a deszkák, a hajó megtelt vízzel. Már csak a Niña maradt, amelyen elég kevesen fértek el, így emberei egy részét Hispaniolán kellett hagynia. A tengerészek tábort építettek, amelyet Villa de Navidadnak neveztek el (Navidad spanyolul karácsonyt jelent). Kolumbusz 1 évre elegendő élelmet hagyott, majd 1493. január 2-án elhagyta a Navidad-öblöt. Keleti irányban haladt Hispaniola északi partján. Január 6-án összetalálkoztak a Pintával, s együtt haladtak tovább.
Hispaniolának ezen a részén (északkelet) a ciguayo törzs lakott, amelynek harcosai nyílzáport árasztottak az idegenekre. Az admirális ezt a helyet Nyílhegy-öbölnek vagy Nyilas-öbölnek nevezte el. Ma Samanái-öbölnek hívják.
Kolumbusz továbbhajózott északkelet felé, Kasztíliába. A szél nagyon jó volt, így hamar elérték a Sargasso-tengert.

### Hazafelé

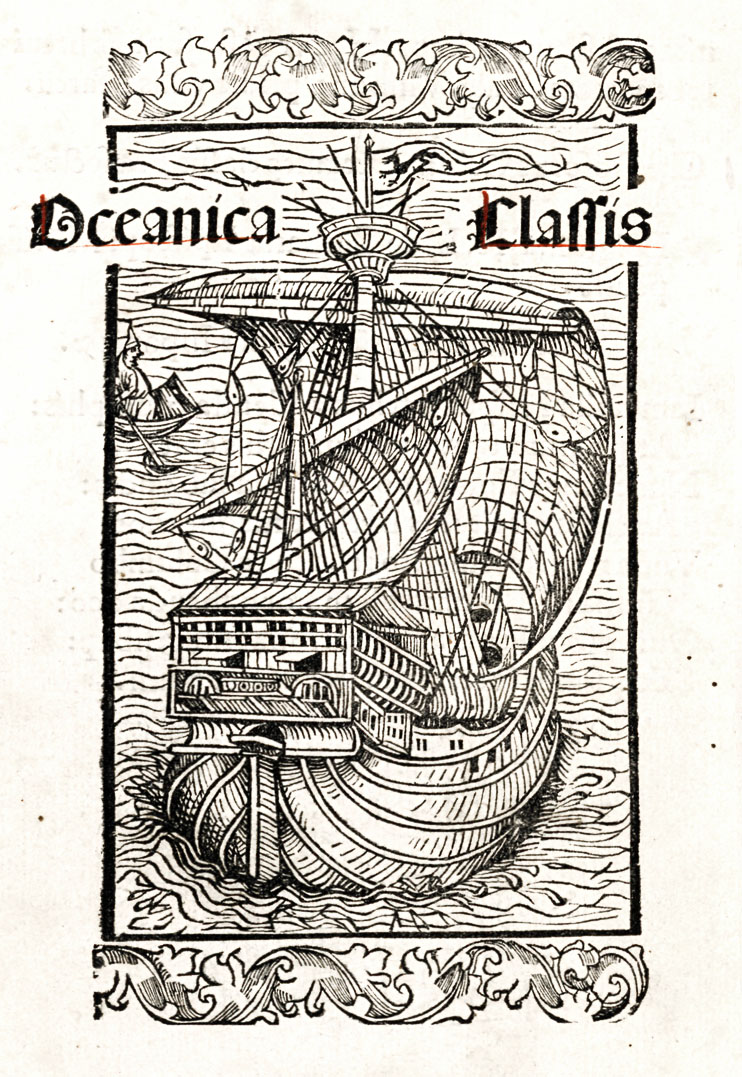
India felfedezését bejelentő levél illusztrációja, amelyet 1493-ban publikáltak Kolumbusz első útja után

Amikor elérte a 37. szélességi fokot, azaz Lisszabon szélességét, keletnek fordult. Az Atlanti-óceán szélességét kb. a 36 szélességi fokon szelte át. A hajók elérték az Azori-szigeteket és ekkor óriási vihar keletkezett. 1493. február 13-áról 14-ére virradó éjszaka a Pinta eltűnt.
A viharban annyira elsodorta a Niñát a szél, hogy Kolumbusz nem tudta biztosan, hogy hol járnak. Február 18-án elértek egy ismeretlen partot, és horgonyt vetettek. A hajó, mint később kiderült a Santa María-sziget partjainál vetett horgonyt. A sziget portugál birtok volt. Kormányzója elfogta a legénység pár tagját. Kolumbusz a szomszéd szigetre ment, és a szabadon maradt legénységgel 3 nap múlva harckészültségben ismét megjelent a Santa Maríán. A helyőrségparancsnok a bajok elkerülése céljából elbocsátotta a letartóztatott tengerészeket.
Az admirális február 24-én újra kihajózott Kasztília felé. Február 26-án újabb viharba kerültek, és a szél északkelet felé sodorta őket. Március 4-én hajnalban a Tejo torkolatánál lévő Sintra-hegységből kiszögellő Roca-fokhoz értek.
Március 5-én a lisszaboni Restelo kikötőbe futott be a Niña. Kolumbusz értesítette II. János királyt megérkezéséről és március 8-án annak válasza visszaérkezett. A király fogadta, majd március 11-én elbocsátotta őt.
A Niña március 13-án kihajózott, másnap megkerülte a Szent Vince-fokot, majd a Saltés-zátonyt és a Vinto-folyón Palosba ment.
1493. március 15-én a Niña megérkezett Palosba.
Európa, ezáltal az Óvilág tehát 1493-ban megkapta az első információkat Amerika első földjeiről, és negyed évszázad alatt a világ térképein pontosan kirajzolódtak az Újvilág körvonalai és az ősidőktől fogva ismert három világrészhez egy negyedik társult. Ennélfogva Amerika létéről Kínában, Japánban, Indiában, Arábiában[forrás?], valamint Afrikában az ott lakók a spanyoloktól, portugáloktól és az őket kísérő jezsuita misszionáriusoktól, térképészektől szereztek tudomást első ízben.
Kolumbusz 1492-es felfedezései európai szempontból majdnem kétszeresére tágították a Föld oikumenét (=a lakott földet).

## A második utazás
A második út jelentős szereplői:
- 5 nagy hajó
- 12 karavella
- Antonio de Torres kapitány
- Alonso de Ojeda lovag
- Don Juan Ponce de León
- Pedro Margarit
- Diego Álvarez Chanca

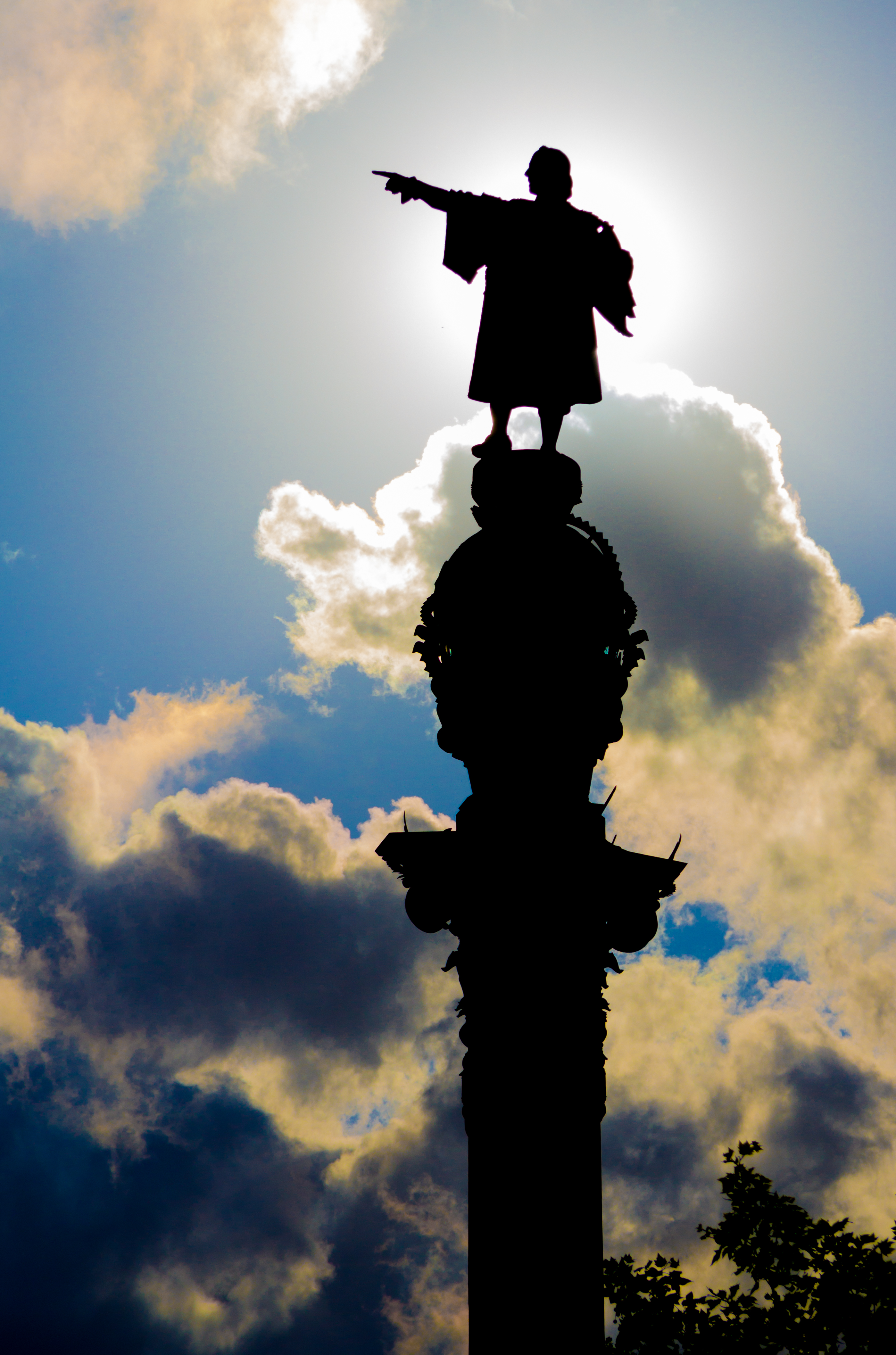
Kolumbusz szobra Barcelonában

1492-ben Barcelonában egy katalóniai ember merényletet követett el Ferdinánd ellen, így a királyi párnak a városban kellett maradnia. Az indián foglyokat megkeresztelték, s az udvarban tartották. Hamarosan meghaltak. Ezt követően a királyi pár már a következő indiai expedíciót szervezte, s készítette elő. Az 1479-es portugál-kasztíliai alcáçovasi szerződés értelmében a Kanári-szigetektől délre újonnan felfedezett szigetek II. János birtokába kerülnek.
Az admirális azt állította, hogy Kuba és Hispaniola a kanári vonaltól északra fekszik, de ennek valótlansága hamar kiderült.
Az Alcáçovasi szerződést VI. Sándor pápa a királyi pár hosszabb kérésére módosította, így a Zöld-foki- és az Azori-szigetektől 600 km távolságra került a választóvonal. Ez azonban II. Jánosnak nem tetszett. Egyeztetésre került sor, majd 1494. június 7-én a kasztíliai Tordesillasban megkötötték a portugál–kasztíliai szerződést, amelyben a korábbi 600 km-t 2200 km-re módosították.
A tordesillasi szerződés a Kolumbusz által felfedezett földeket Kasztília birtokának ismerte el.
Az első expedíciót Kolumbusz készítette elő, a királyi pár azonban nem akarta, hogy a másodiknál is így legyen. Létrehoztak egy új hivatalt erre a célra. Ezt követően 1493. március 30-án kihirdettek egy rendeletet, miszerint az engedélyük nélkül senki nem hajózhat az „Indiákba”, az ott élő népekkel nem kereskedhet, a szállítások csak a korona általi ellenőrzés után történhetnek, az újonnan felfedezett földekre aranybányászat és földművelés céljára embereket kell költöztetni, akik kizárólag tiszta vérű kasztíliaiak lehetnek. Ezeket a feltételeket a királyi pár 1493. május 29-én tudatta Kolumbusszal.

### Az expedíció előkészítése
17 hajó előkészítését tervezték, több hónapra elegendő élelmiszerkészlettel, valamint a földműveléshez és az aranybányászathoz szükséges szerszámokkal. Szarvasmarhákat, juhokat, lovakat, sertéseket és öszvéreket is vittek magukkal. Szeptember közepére elkészültek a hajók. Utaztak földművesek, különböző mesteremberek, a kb. 500 fős legénység, matrózok, kormányosok, parasztok, lovagok, hivatalnokok, 6 szerzetes és orvos.
1493. szeptember 25-én elhagyták a kikötőt (Cádizt).
A következő útvonalon haladtak: Kasztília, Kanári-szigetek, Gran Canaria-sziget, Gomera (az első látogatással ellentétben ezúttal ágyúval fogadták az idegeneket). Gomera után nyugat felé hajóztak tovább és október 11-én elhagyták Hierót (Ferrót).

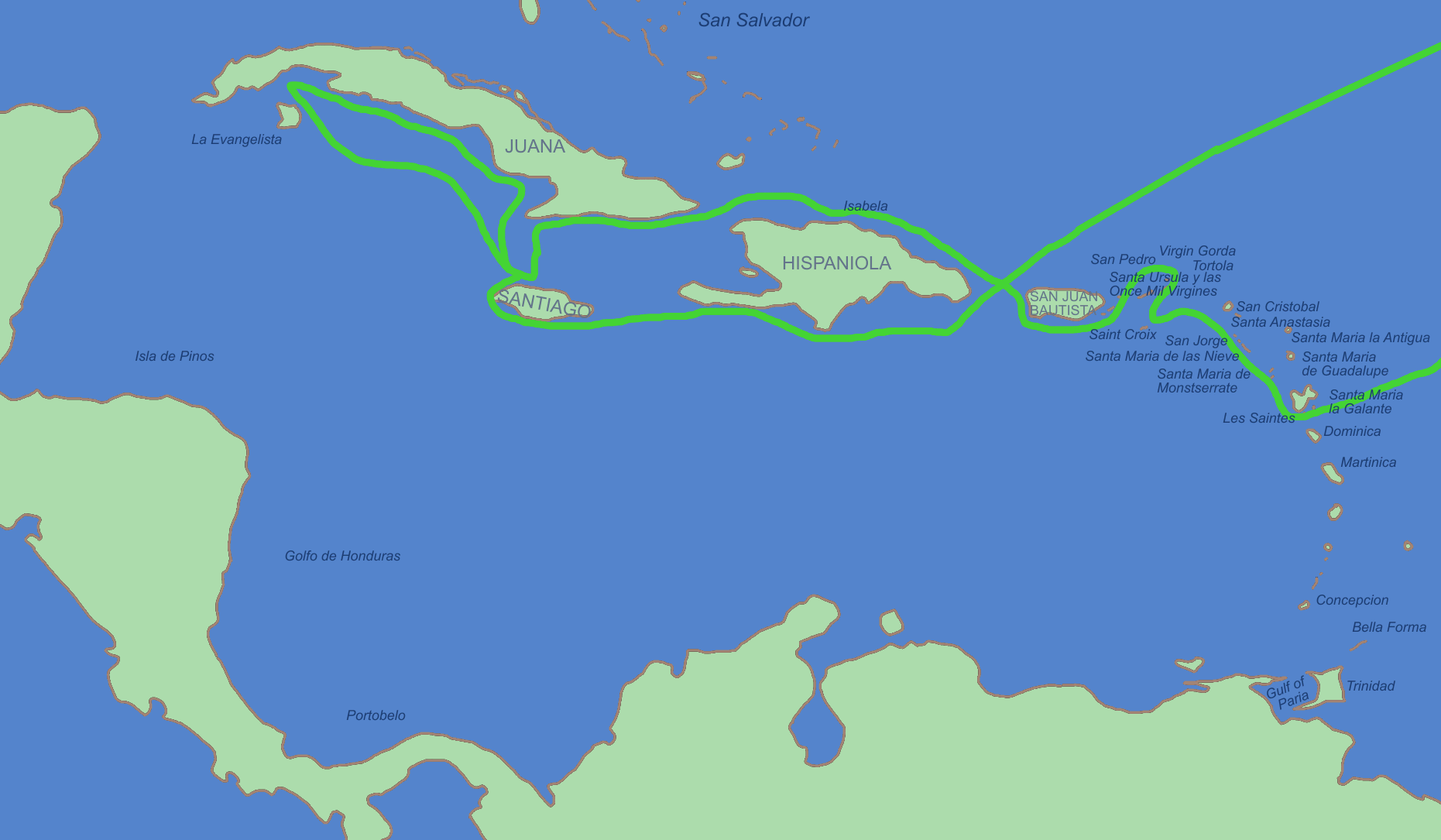
A második utazás

Az Atlanti-óceánon Kolumbusz délebbre ment, mint előző utazásakor. 22 nap múlva érték el a következő szárazföldet. November 3-a volt, amikor egy hegyes szigethez értek, amelyet az admirális Dominicának keresztelt – ez a szó az egyházi latinban a vasárnapot jelenti. A sziget bennszülötteit Kolumbusz kannibáloknak nevezte el.
Folytatták útjukat, így november 4-e és 13-a között a következő szigetek mellett haladtak el:
- Guadelupe
- Maria-Galante
- Santa María de Monserrate (ma Montserrat)
- Santa María la Redonda
- Santa María la Antigua (ma Antigua és Barbuda)
- Santa María de la Nieve (ma Saint Kitts és Nevis)
- San Cristobál
- San Eustatius
- Virgin-szigetek

November 14-én lehorgonyoztak Santa Cruz-szigetnél, és a szigetcsoportnak amelynek Kolumbusz a Tizenegyezer szűz nevet adta. Később a nevet lerövidítették, így lettek Virgin-szigetek. A tengerészek innen egy indián lányt vittek magukkal.
November 19-én ismét egy nagy szigethez jutottak, amit a helyi lakosok Boriquen-(Boriken)szigetnek neveztek. Az admirális a San Juan Batista (Keresztelő Szent János) nevet adta neki. Ez a sziget ma Puerto Rico, amelynek fővárosa San Juan.
November 27-én Kolumbusz és csapata elérték az a helyet, ahol korábban 39 társukat ott kellett hagyniuk. Ez volt a Novidad-öböl. A 39 ember azonban halott volt. Mohóságuk sodorta őket halálba: először az arany miatt egymással csaptak össze, majd az indiánokkal, mert szemet vetettek asszonyaikra. Az indiánok lemészárolták őket. December 7-én elhagyták az öblöt, és kelet felé indultak.
1494. január 2-án partra szálltak. Ezt a szigetet az admirális Isabelának nevezte el. A hely nem volt szerencsés választás: a víz ihatatlan volt, rengeteg maláriaszúnyog repkedett, állandóan esett az eső, amitől mocsár volt. Ismeretlen betegség és hasmenés kínozta a telepeseket. Január végén a kapitány 12 hajót visszaküldött Kasztíliába egy, a királyi párnak írt segélykérő levéllel. 1494. február 2-án elindultak a hajók, de csak feleannyi áruval érkeztek vissza, amennyire szükség lett volna.
A betegség sok emberrel együtt Kolumbuszt is levette a lábáról. Januártól ágyban feküdt. Az emberek lázongtak az élelemhiány és a körülmények miatt, de a lázadást sikerült elfojtani.
1494. március 14-én az admirális elindult csapatával a korábban hallott Cibaoország felé. Hispaniolát 4 hegylánc szeli át. A Középső-Kordillerák a fő hegyvonulat, annál picit alacsonyabb az Északi-Kordillerák (a sziget északi partjainál). Cibaoország a hegyek közötti síkságon terül el. Ahhoz, hogy Kolumbusz és csapata eljussanak oda, át kellett kelniük az Északi-Kordillerákon. A hágót, amin a hegyet átszelték, az admirális Lovagok kapujának nevezte el.
Cibaoba érve Kolumbusz felépíttetett egy erődöt, amelyet Santo Tomasnak (Hihetetlen Tamásnak) nevezett el. 52 harcost hagyott ott. Március 29-én visszatért Isabelába. Az emberek rendkívül rossz állapotban voltak. Április 9-én minden járóképes embert (400 főt) elindított az erődbe. A Cibaoban élő emberek elhagyták a területet.
Az admirális kb. 45-50 fővel tovább hajózott. A hajók április 29-én érték el Kuba keleti csücskét, az Alfa- és Omega- vagy Kezdet és Vég-fokot (mai neve Maisi-fok). Kuba déli partja mentén hajóztak tovább. Május 1-jén egy nagy öbölbe értek, amelynek Kolumbusz a Puerto Grande nevet adta. Ma az öböl Guantánamo néven ismert.
A Guantánamo-öbölben találkoztak először indiánokkal. Továbbmentek, majd ismét egy nagy öbölbe kerültek. Azon a helyen ma Santiago de Cuba helyezkedik el. Élesen dél felé fordultak, a Jamaica-sziget felé. Május 5-én elérték Santa Gloriát (ma Szent Anna-öböl), Jamaica északi partján. Az ottani lakosok nem voltak békés természetűek. A tengerészek számszeríjjal rájuk lőttek, mire ők megijedtek, megfutamodtak. Az admirális kissé csalódott Jamaicában, ismét elindult Kubába, de ezúttal a sziget déli partja mentén nyugat felé. Május 15-én egy gyönyörű helyre érkezett. El Jardin de la Reinának, a Királynő kertjének nevezte el ezt a Kuba melletti szigetcsoportot. A hajók azonban innen is továbbvitorláztak, így a Batabanoi-öbölhöz értek. Megközelítették a Bahía Cortést, a Cortés-öblöt, Kuba nyugati csücskétől, a San Antonio-foktól az öbölig már csak hatvan mérföld volt hátra.
A hajók feneke megrongálódott, az élelemkészlet fogytán volt, így az admirális jobbnak tartotta ha visszatérnek Hispaniolára. 1494. június 12-én Kolumbusz kiadta a parancsot, hogy „mindenki a fedélzetre!”.
Június 13-án az admirális elindult visszafelé. A Királynő kertjéig a flottilla 25 nap alatt jutott el a rossz idő miatt, majd Jamaica felé vették az irányt. Kolumbusz dél felől megkerülte Jamaicát, augusztus 19-én elhagyta a sziget déli csücskét, a Morant-fokot és Hispaniola déli, még felderítetlen partja mentén halad Isabela felé, ahova szeptember 29-én érkezett meg. A hajókba állandóan behatolt a víz, a tengerészek fáradtak és éhesek voltak, az élelemkészletek kifogytak. Az admirális délről elindult, hogy megkerülje Jamaicát és Hispaniolát.
1494 nyarán új, kimagasló felfedezéseket tett. A világ térképein kirajzolódtak Kuba déli partjai, felfedezte Jamaicát és felderítette Hispaniola körvonalait.
1494. szeptember 29-én súlyosan betegen és járásképtelenül visszatért Isabelába. Siralmas kép fogadta. A hátrahagyott katonák szétszéledtek, az egész szigeten raboltak, fosztogattak, s irtani kezdték a védtelen indiánokat. Az admirális megpróbált rendet teremteni.
1495 végén sikerült aranyat találni Hispaniola déli partjától mindössze 30-40 mérföldnyire. Ezen a helyen alapította meg Bartolomé Colón Santo Domingo (Szent Domonkos) várost, amely később főváros lett.
1496. március 10-én Kolumbusz két hajóval elindult Kasztília felé. Június 11-én megérkeztek Cádizba. Ezzel véget ért a második út, amely összesen két évig és kilenc hónapig tartott.

## Újabb felfedezők
Vasco da Gama

Közben a portugálok is készültek. I. Mánuel portugál király Vasco da Gamát bízta meg a 4 hajónyi raj vezetésével. Az expedíció célja teljesen titkos volt. Vasco da Gama 1497. július 8-án indult útnak.
John Cabot

1497-ben indult, majd egy évvel később újra, de az út során meghalt, így fia Sebastiano (Sebastian Caboto) irányította vissza a második expedíciót Angliába.
Alonso de Ojeda

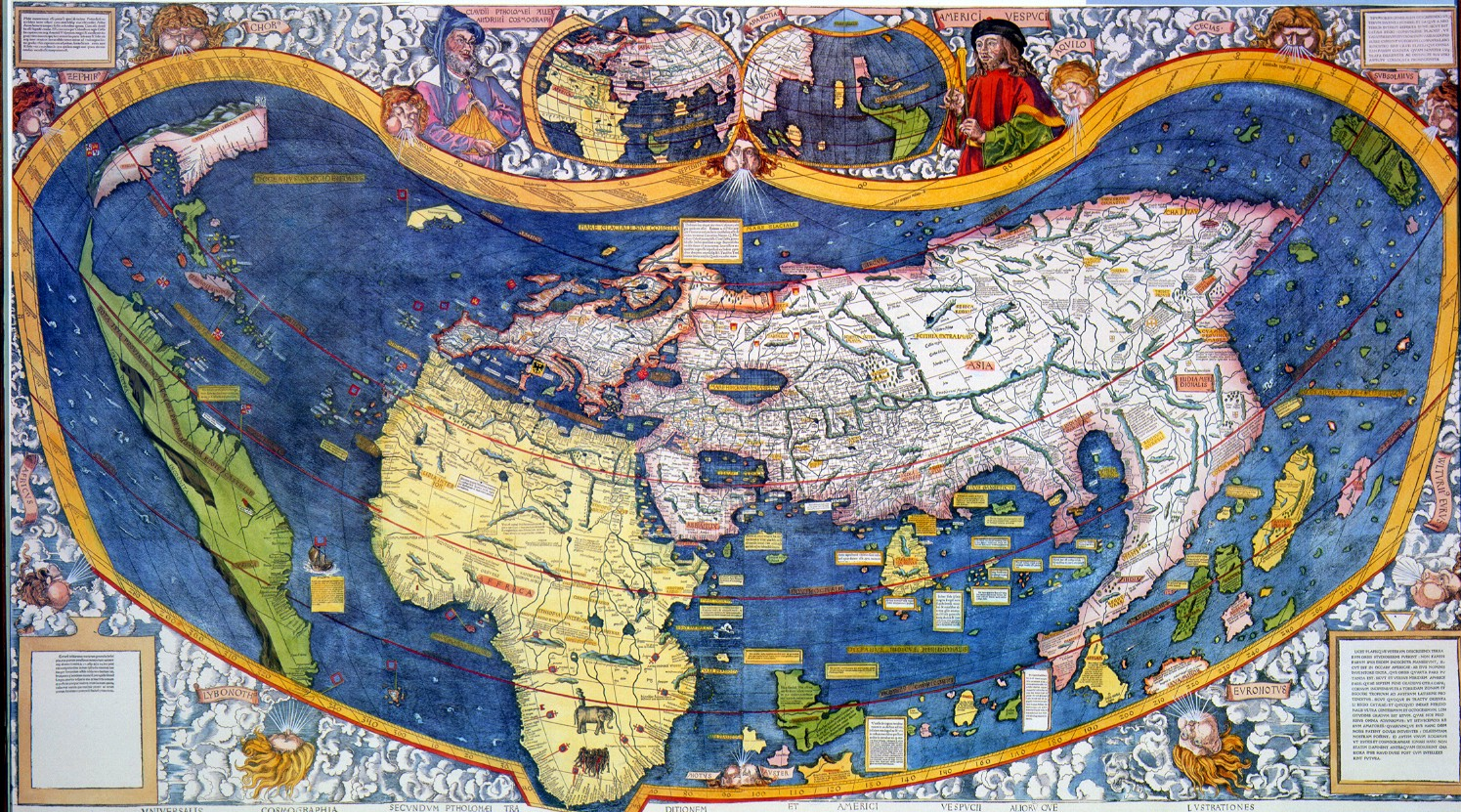
Martin Waldseemüller 1507 áprilisában megjelentetett térképének teljes neve Universalis cosmographia secundum Ptholomaei traditionem et Americi Vespucii aliorumque lustrationes, azaz „Egyetemes kozmográfia Ptolemaiosz hagyománya alapján, Amerigo Vespucci és mások felfedezéseit követve”

Kolumbusz második útján is részt vett. 1499. május 18-án indult. Főkormányosa Juan de la Cosa, navigátora Amerigo Vespucci volt.
Ojeda felfedezte a mai Guyana partját, majd a Dél-Amerika északi partja mentén található ABC-szigeteket – ezt a területet Vespucci Venezuelának (Kis-Velencének) nevezte el.
Pedro Alonzo Niño

Kolumbusz első expedícióján kormányos volt. Három héttel Ojeda után indult.
Vicente Yañez Pinzón

A Kolumbusz első útján is részt vett kapitány 1499. november 18-án indult útnak. Felfedezte a Tobago szigetét.

## A harmadik út
1496-ban Kolumbusz újra levelet írt Izabellának és Ferdinándnak. Július 12-én megkapta a választ miszerint fogadják őt a királyi udvarnál, hogy meghallgassák a jelentést a második expedícióról. Októberben, Burgosban kereste fel őket az admirális.
Hispaniolából rossz hírek jöttek. Kevés arany érkezett, s a telepesek folyamatosan elszivárogtak. 1496 közepére már csak kb. 700-800 fő tartott ki.
1497 áprilisában, amikor eldőlt az új expedíció kérdése, Kolumbusznak engedélyezték, hogy 330 embert vigyen magával. Először kérték, hogy bűnözőket is vigyen, de ebből semmi sem lett.

### Az út kezdete
1498 tavaszára összeállt Kolumbusz újabb útja is. Hat hajó állt készen.
1498 májusának utolsó napjaiban a hat hajó Sevillából indult, majd május 30-án Sanlúcar de Barramda-ban hajóra szállt az admirális is és június 18-án elhagyták Funchal kikötőjét és elindultak Gomera felé.
La Gomeráról El Hierro (Ferro) felé hajóztak, majd délnek fordultak, a Zöld-foki-szigeteknek.

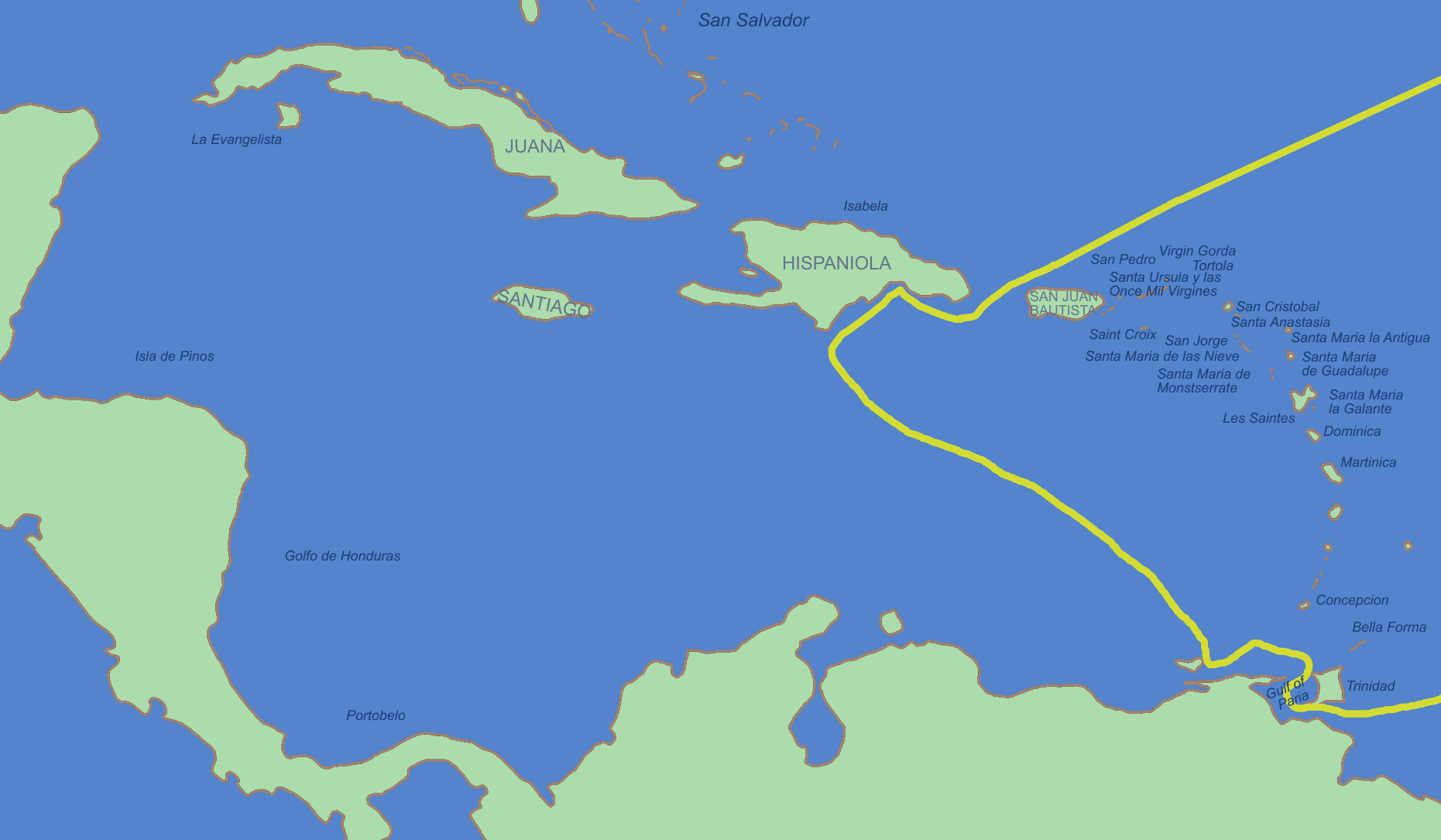
A harmadik utazás

Az admirális nyolc napot töltött a szigetcsoport fő szigetén, a Santiago-szigeten, majd július 4-én kifutott a tengerre, és délnyugatnak tartott, Sierra Leone szélességi köre felé.
Az úton meggondolta magát, délnyugatról nyugat felé kanyarodott. Elérte az „Azorokon túli délkört”, amely a greenwichi hosszúsági körtől 35°-kal nyugatra szeli át az Atlanti-óceánt. Július 31-én szárazföld mutatkozott, de az admirális a víz hiánya miatt kitért a Kannibálok szigete, azaz a Kis-Antillák felé.
Rövid út után az egyik matróz három hegyet látott, mire a Kolumbusz ismét meggondolta magát és a hegyek felé indult. Trinidad szigetét a Gálya-foknál (Gabo de la Galera-fok) érte el. A „Trinidad” szó Szentháromságot jelent.
Augusztus 1-jén az admirális egy nagy öbölbe vezette be a hajókat. Az öblöt ma Erin-öbölnek hívják.
1498. augusztus 1-jén az öböltől déli irányban egy földkiugrást pillantott meg Kolumbusz. Ez a venezuelai Bombeador-fok volt. Kolumbusz ekkor még nem sejthette, hogy ettől délre 6600 km-en át összefüggő szárazföld húzódik egészen a Magellán-szorosig: elsőként érte el a dél-amerikai kontinenst.
Augusztus 2-án a hajóraj Trinidad délnyugati csücskénél, az Arenal foknál lehorgonyzott. Itt Trinidad és Dél-Amerika összeszűkül. Az admirális ennek a helynek a Boca del Sierpe nevet (a kígyó torka) adta, amelyet ma Serpent-szorosnak hívunk.
Az Arenal-foknál találkoztak a helyi bennszülöttekkel. Trinidadot a karibok lakták, akik – ellentétben a Kis-Antillák lakóival – békés természetűek voltak.
A hajók az Arenal-fokot megkerülve bejutottak a Paria-öbölbe (a paria spanyolul gyöngyöt jelent), majd elérték a Paria-félszigetet. A Paria-öböl egy keskeny palackhoz hasonlít, amelynek a fenekén lévő nyílás a Boca del Sierpe-szoros, a nyaka pedig a Boca del Dragón (Dragon-szoros). A Dragon-szoros választja el a Paria-félszigetet Trinidadtól. Az öböl vize édes. Az édesvízfolyam itt találkozik a sós vízzel.
Az admirális átszelte a Paria-öblöt és a Dragon-szoros bejáratánál a Paria-félsziget déli partján kiszállt a partra. Európaiak öt nappal ezelőtt pillantották meg első ízben Dél-Amerikát.
1498. augusztus 1-jén pillantották meg és augusztus 5-én léptek első ízben az Óvilág lakosai az óriási kontinens földjére. Az admirális újabb hajózásából ismét hatalmas felfedezések születtek.
Következtetését – miszerint az általa korábban felfedezett szigetektől délre nagy szárazföldeknek, talán az ázsiai kontinens egyik kiszögellésének kell lennie – mindenképpen be akarta bizonyítani és ez 1498. augusztus 5-én sikerült neki.
A pariai indiánok az arawak családhoz tartozó indiánok, a tainók rokonai voltak. Dél-Amerika egész északi partvidékét és a közép-amerikai földszoros egy részét is ők lakták. Nagyszerű fogadtatásban részesítették az admirálist. Nyeregtetős kunyhóba vezették, kasszavával és chichával, egy kukoricából erjesztett pokolian erős, részegítő sörfélével vendégelték meg.
Augusztus 8-án Kolumbusz a Paria-félsziget déli partja mentén elindult nyugat felé. Elérte az Aguja-fokot (Tű-fokot), majd továbbhaladva eljutott a Margarita-szigetre, ahol rengeteg gyöngykagyló volt.
Az admirális megpróbált a Paria-öbölből nyugat felé kijutni, de nem volt kijárat, így kelet felé haladt és a Dragon-szoroson jutott ki a nyílt tengerre. A Paria-öbölbe négy folyó ömlik: Rio Grande, San Juan, Amana, valamint az Orinoco egyik ága. Kijutottak az Antilla-tengerre.
1498. augusztus 13-án az admirális elhagyta a Boca del Dragónt (Dragon-szoros). Flottilláját nyugat felé, Paria-félsziget északi partja felé vezette, és másnap felfedezte a kis Margaria (Gyöngy)-szigetet. Itt igen sok gyöngy volt, de Kolumbusz minél hamarabb Hispaniolában akart lenni, ezért északnyugatnak indult. Az Antilla-tengernek ezen a részén erős keleti áramlás van. A hajókat nyugat felé sodorta, így a hajók Hispaniola déli partját nem a sziget új fővárosánál, Santo Domingónál, hanem attól 120 mérfölddel nyugatra érték el augusztus 21-én. A hajók az Alta Velának is nevezett Beata-szigetnél vetettek horgonyt.
A flotta 1498. augusztus 31-én befutott Santo Domingo kikötőjébe. A harmadik út ezzel szerencsésen véget ért. Mindössze 92 napig tartott, de Dél-Amerika felfedezését eredményezte.

### Visszatérve
Az admirális súlyos betegen tért vissza Hispaniolába. Szeme bevérzett, néha cserbenhagyta a látása. Alighanem kötőhártya-gyulladása volt, de zöld hályog is lehetett.
Santo Domingóban választott lakhelyet. Kb. 100 kunyhó volt itt mindössze, meg Colón ideiglenes rezidenciája. Nem maradt itt sokáig, mert Francisco de Bobadilla alkirály testvéreivel, Giacomo Colónnal és Bartolomé Colónnal együtt letartóztatta, és vasra verve küldte vissza Spanyolországba, ahol azonban sikerült a király előtt tisztáznia magát.

## A negyedik út
A negyedik út jelentős szereplői:
| Hajó neve         | Kapitány            |
| ----------------- | ------------------- |
| Santa María       | Diego Tristán       |
| La Gallega        | Pedro de Torreros   |
| Santiago de Palos | Francisco de Porras |

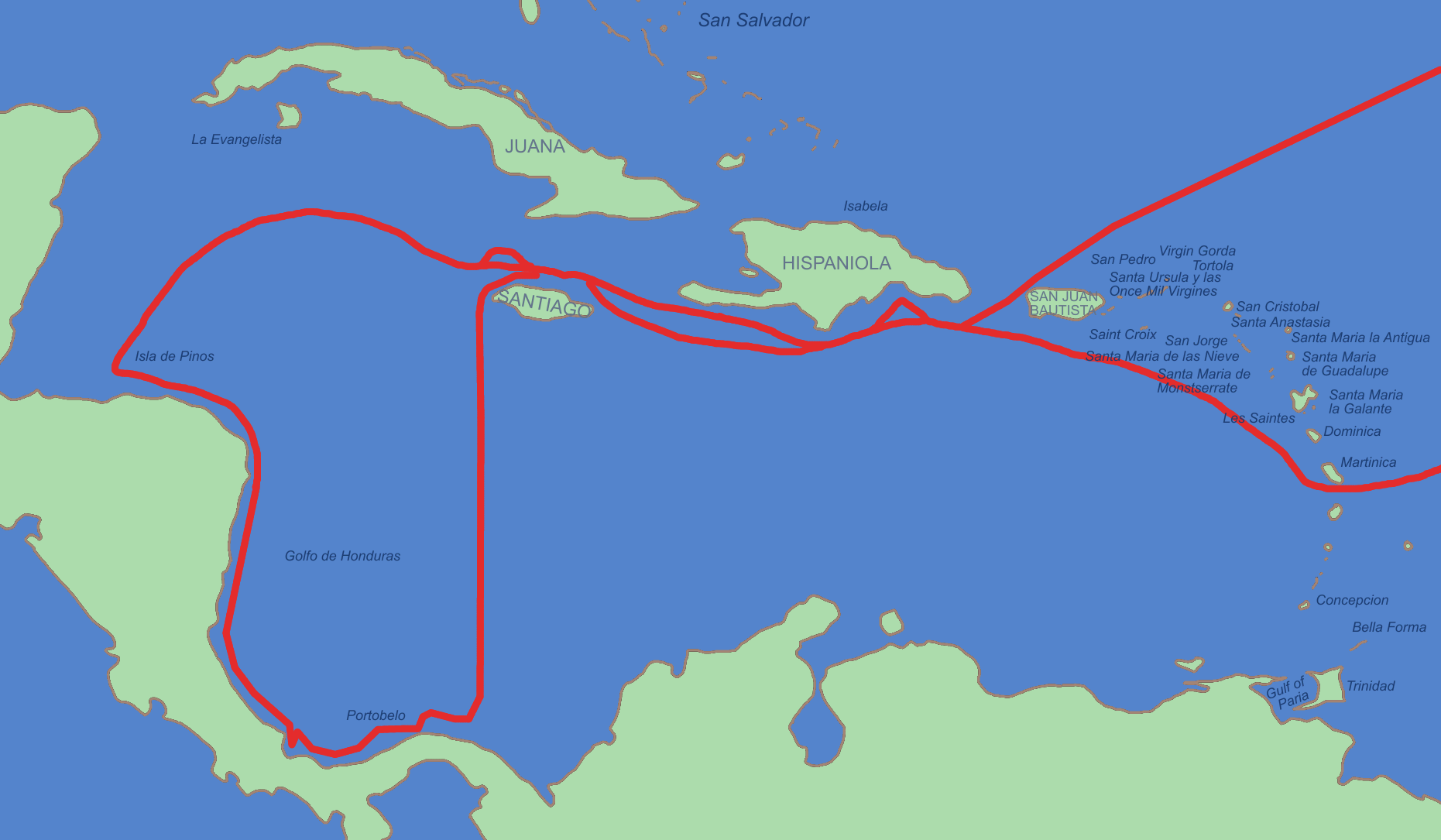
A negyedik utazás

Az expedíció 1502. április 13-án indult el Sevillából. Cádizba ment, ahol megrakták a hajókat élelemmel és onnan május 9-én indult a Kanári-szigetek irányába. Június 15-én elérték a Martinique-szigetet, majd északnyugati irányba, Kuba felé tartottak. Pusztító hurrikánba kerültek, amely szétszórta a hajókat. Július 3-án a Puerto Viejo del Azua-öbölben, Santo Domingótól ötven mérföldnyire nyugatra találkoztak újra. Egy hetet várakoztak, majd Jamaicát délről megkerülve észak felé a Kuba környéki Királynő kertjei felé indultak, onnan pedig délnyugati irányba. Július 27-től július 30-ig – 3 nap alatt – átkeltek az Karib (Antilla)-tengeren és rábukkantak a Bahia-szigetekre (Islas de la Bahia, Bay-szigetek). Az admirális kelet-délkelet felé haladt tovább.
A partot, amely mentén Kolumbusz haladt, Hondurasországnak (honduras spanyolul mélységet jelent) nevezte el. Honduras partja eleinte kelet felé húzódik, majd az admirális által Gracias a Dios (Hála Istennek)-fokra keresztelt helynél meredeken délnek fordul. A mai Nicaragua partjai mentén haladtak a hajók. Az ivóvíz elfogyott, ezért csónakkal indult a partra pár ember, de a homokzátonyon egy csónak elsüllyedt, így pár ember meghalt. A folyónak a mai neve – ahol a szerencsétlenség történt – Rio Grande, de az admirális annak idején Rio de los Desastresnek (Szerencsétlenség folyója) nevezte el. A San Juan del Nortei-öböl után következő országok Kolumbusz Cariainak nevezte el, mert az indiánok így nevezték. A mai neve Costa Rica. Puerto Limónban lehorgonyoztak és pár napot ott tartózkodtak. Indiánokkal találkoztak.
Október 5-én indultak tovább. A Costa Rica és Panama határán található Almirante-öbölbe (ma Moszkító-öböl) hajóztak. Az öbölnél a Chiriquí-laguna mélyedt a szárazföldbe. Innen 10 napi tartózkodás után kelet felé indultak.
November 2-án a Puerto Bello (Szép kikötő)-öbölhöz (ma: Portobelo) értek, majd 1 hét múlva befutottak a Puerto de Bastimentos (az Élelem kikötője) kikötőbe. November végén már a Retrete (Menedék) kikötőnél jártak. Mai neve Puerto de Escribanos (az Írnokok kikötője).
Nyugat felé hajóztak tovább, majd december 5-én ismét horgonyt vetettek Puerto Bellóban. Feltámadt a nyugati szél, így inkább kelet felé fordultak. A szél rendkívül erős volt, ezért az admirális kénytelen-kelletlen nyugat felé vezette a flottát.
1503. január 6-án Kolumbusz a Belén-folyó torkolatához vezette a hajókat és Santa María de Belén néven telepet alapított. A telepet megtámadták az indiánok és a támadás során Diego Tristán meghalt.
A többi – három – hajó 1503. április 16-án elhagyta a Belén torkolatát. Kolumbusz május 1-jéig kelet felé haladt a panamai part mentén, majd a Cabo Marmóreó (Márvány-fok)-foknál észak felé fordultak.
Május 12-én Kubába vagyis a Királynő kertje szigeteihez érkeztek. Onnan Kolumbusz Jamaicába szándékozott menni és 1503. június 25-én hajóit a Santa Gloria-öbölbe (ma Szent Anna-öböl- Saint Ann's Bay) vezette. A hajókkal kikötöttek és hosszú hónapokon át ott vesztegeltek. Diego Méndez és útitársa két kenuval Jamaicától a Hispaniola nyugati részén fekvő Tiburon-fokig evezett. Onnan Santo Domingóba ment, majd 1504 júniusának végén a Santa Gloria-öbölbe küldött egy hajót, amely június 29-én vissza is indult Santo Domingóba.
Az admirális 1504. augusztus 13-án érkezett Santo Domingóba, amelyet – sajnos a tengerészek elég jelentős részét hátrahagyva – hamarosan, szeptember 12-én el is hagyott. 1504. november 7-én tértek vissza Spanyolországba.
Kolumbusz negyedik útja két évig, öt hónapig és huszonnyolc napig tartott.

## Kolumbusz utolsó évei

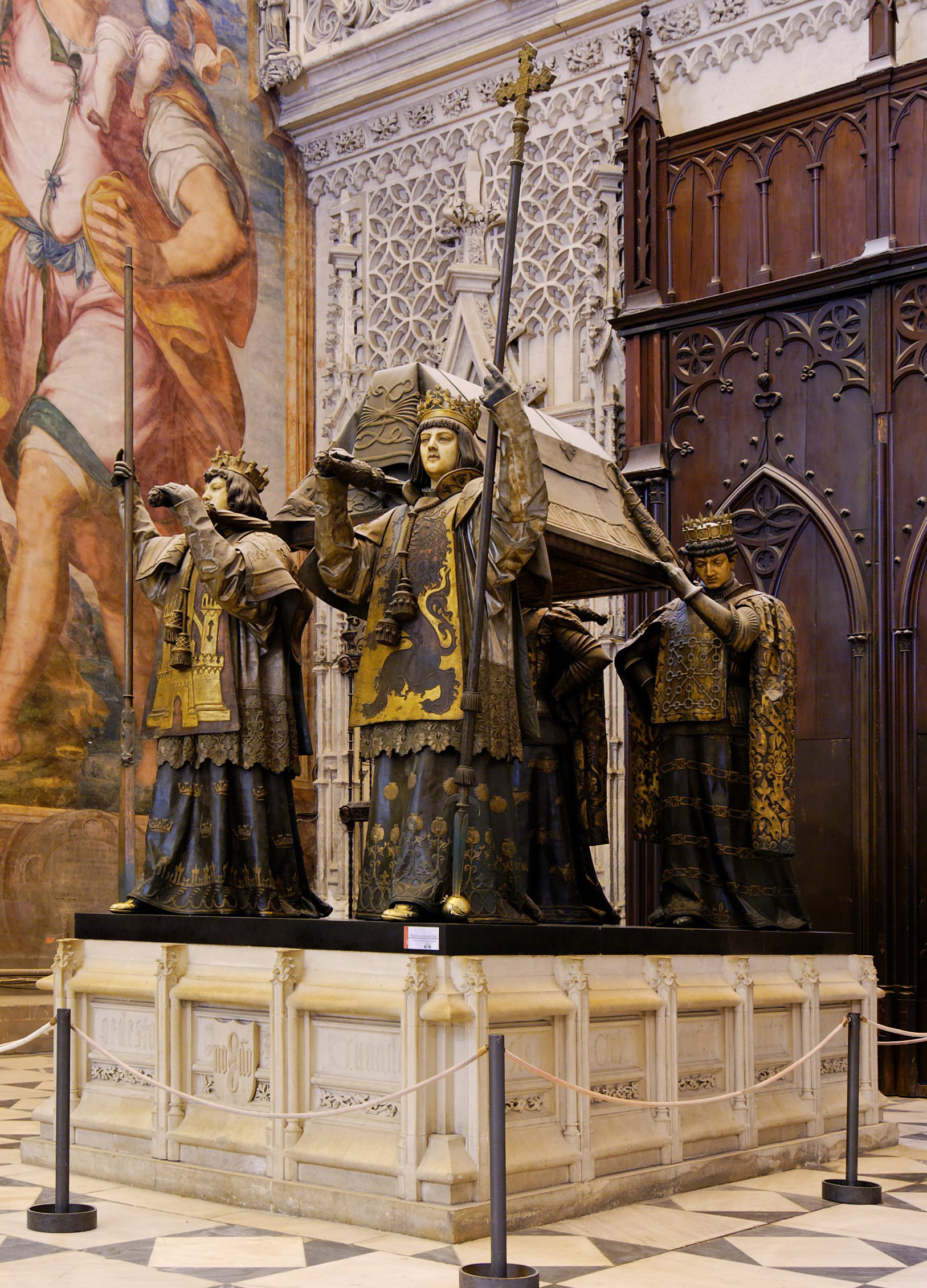
Kolumbusz síremléke a sevillai székesegyházban

Kolumbusznak tulajdonított korabeli tengeri térkép

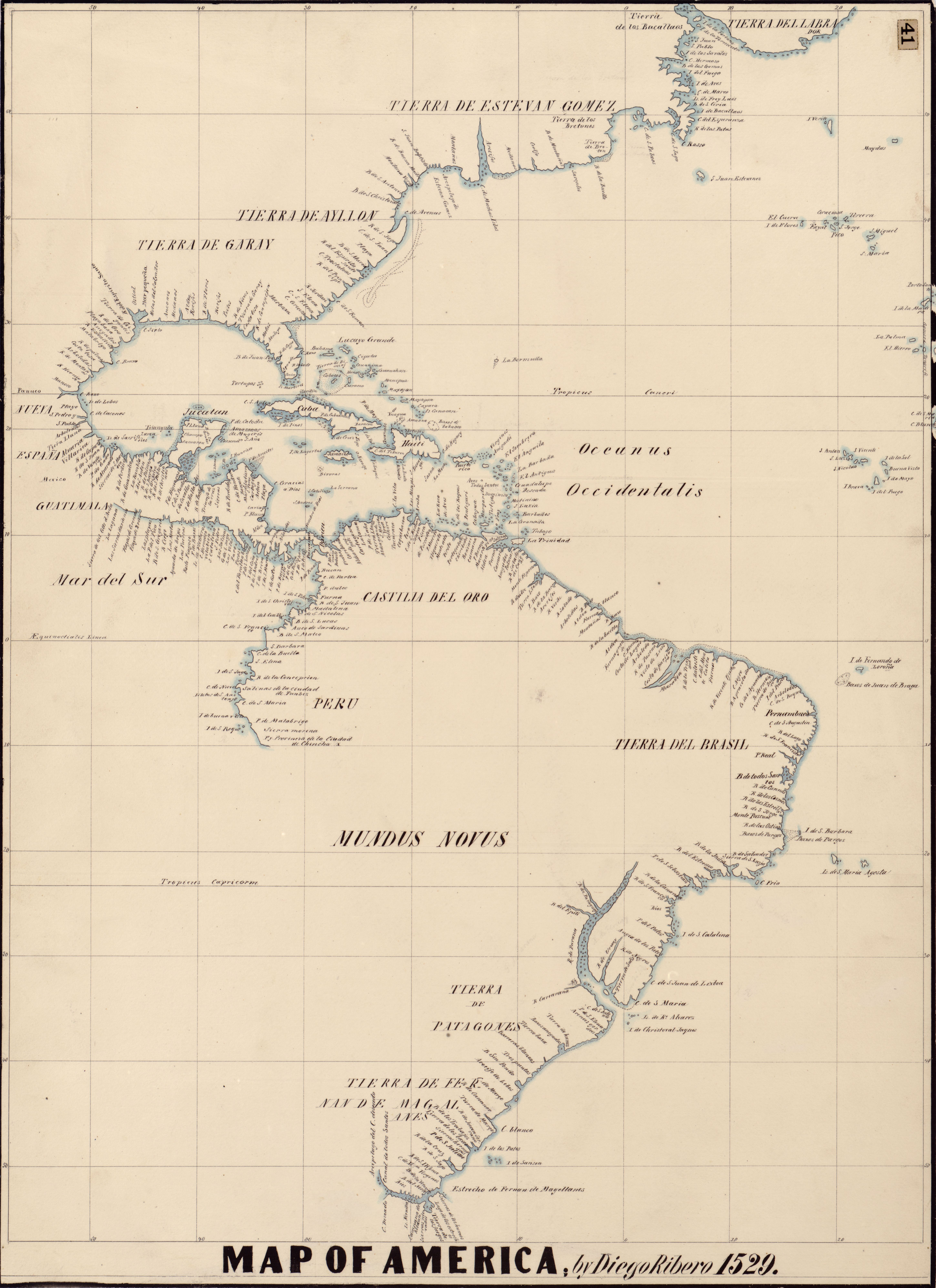
A Kolumbusz felfedezései által megismerhetővé vált amerikai földrész térképe 1529-ben

Kolumbusz november 8-án Sevillába utazott és ott a Santa María negyedben élt. Betegsége – a podagra – ágyhoz kötötte.
Közben a királynő is súlyos beteg lett és december 3-án meg is halt. Kasztília koronáját Izabella lánya Johanna örökölte, aki I. Miksa fiának, a Német-római Birodalom császárának (Habsburg Fülöp burgundi herceg) volt a felesége. Johanna lelki beteg volt, ezért férje Burgundi Fülöp Ferdinánd és veje között megindult a harc.
Az admirális utolsó levelét 1506. április végén írta az új királyi párnak Johannának és Fülöpnek. 1506. május elején Valladolidba utazott. 1506. május 19-én végrendelkezett, majd május 20-án elhunyt. A helyi ferences kolostorban temették el.
Hamvait Valladolidból Sevillába vitték. Ekkor Ferdinánd egy kétsoros feliratot vésetett Kolumbusz sírkövére: „A Castilla y León / Nuevo mundo in Colón.” (Ő ekkor már tudta, hogy Kolumbusz egy új világot fedezett fel.)
A 16. század közepén Kolumbusz földi maradványait Sevillából Santo Domingóba szállították és a székesegyház szentélyében temették el. Ugyanide temették öccsét Bartolomét és fiát Diegót, valamint unokáját Luist is.
1795-ben Spanyolország átadta Franciaországnak a Hispaniola-sziget nyugati felét. Az admirális hamvait Havannába szállították. 1898-ban Spanyolország elvesztette Kubát. Az admirális hamvait a spanyol kormány hazavitette Sevillába. Jelenleg Kolumbusz a sevillai székesegyházban nyugszik.
1877-ben a Santo Domingói székesegyház felújítása során egy ólomládát találtak, amelyből megállapíthatóan 1795-ben nem az admirális, hanem Diegó hamvait szállították Havannába. Ezt azonban teljes bizonyossággal azóta sem állítják.

## Családfája

### Szűkebb családja
- Giovanni Columbus
  - Giacomo Columbus
  - Franceschino Columbus
  - Bertino Columbus

Kolumbusz Kristóf és fia Kolumbusz Diego

  - Kolumbusz Dominik (1418-1496) genovai szövő. Felesége egy vagyonos nő volt, Susanna Fontanarossa.
    - Bianchinetta Columbus
    - Giovanni Pellegrino Columbus
    - Bartolomé Colón
      - María

    - Kolumbusz Kristóf (1451-1506): itáliai származású, a portugál, majd a spanyol korona szolgálatában állt utazó, tengerésztiszt, az amerikai kontinens 1492-es felfedezője.
      - Kolumbusz Diego (1479/1480 - 1526. február 23.) olasz származású spanyol felfedező volt.[18] A kasztíliai és az aragón királyokat szolgálta. Anyja Filipa Moniz Perestrelo volt.[7]
      - Kolumbusz Ferdinánd: (1488. augusztus 24. - 1539. július 12.) spanyol bibliográfus és kozmográfus, Kolumbusz Kristóf második fia. Anyja Beatriz Enríquez de Arana volt, akit apja soha nem vett feleségül.

### Diego leszármazottai
- María Colón de Toledo
- Cristóbal Colón de Toledo
  - Diego Colón de Toledo
  - Francisca Colón de Toledo y Pravia
  - María Colón de Toledo y Guzmán
- Luis Colón, Veragua 1. hercege
  - María Colón de Toledo y Mosquera
  - Felipa Colón de Toledo, Veragua 2. herceg(nőj)e
- Isabel Colón de Toledo: férje Jorge Alberto de Portugal y Melo.
  - Antonio de Portugal
  - Jorge de Portugal
  - Felipa de Portugal
  - Isabel de Portugal
  - Luis de Portugal
  - Diego de Portugal
    - Diogo de Portugal
      - Diego de Portugal Medina y Guzmán

  - Álvaro de Portugal y Colón de Toledo (1532-1581)
    - Jorge Alberto de Portugal y Fernández de Cordova
      - Leonor Francisca de Portugal Colón de Toledo y Vicentelo (1583-1618)
        - Catalina de Castro y Portugal

    - Nuno Álvares Pereira Colon y Portugal (1570-1622)
      - Alvaro Jacinto Colón de Portugal (1598-1636)
        - Pedro Nuño Colón de Portugal y Castro (1628-1673)
          - Francisca Colón de Castro
          - Catalina Colón de Portugal y de la Cueva
          - Alvaro de Portugal (meghalt 1692-ben)
          - Pedro Manuel Colón de Portugal y de la Cueva (1651-1710)
            - Catalina Ventura Colón de Portugal y Ayala (1690-1739)
              - Pedro Fitzjames-Stuart y Colón de Portugal (1720-1791)
              - Catharina Fitzjames-Stuart y Colón de Portugal (1723-1734)
              - Ventura Antonio Fitzjames-Stuart y Colón de Portugal (1724-?)
                - Mariano Jacobo Fitzjames-Stuart y Gagigal (1765-?)
                - Jacobo Stuart de Cagigal

              - Maria de Guadalupe Fitzjames-Stuart y Colón de Portugal (1725-1750)
              - Jacobo Francisco Eduardo Fitz-James Stuart y Colón de Portugal (1718-1785)

            - Pedro Manuel Nuño Colón de Portugal y Ayala (1676-1736)

### Jacobo Francisco leszármazottai
- Catalina Ventura de Portugal Colon (1738-1790)
- Maria Teresa Fitzjames-Stuart y Silva
  - Nicholas Conrad Heinrich van Hartman (1766-1821)
    - Nicholas Hartman (1800-1892)

  - Honora van Hartman
    - Pepe Carrillo Van Hartman
      - Manuel Carrillo
        - Isabell Carrillo Baillie
          - Juan Lozano Carrillo
            - Silenia Lozano Varcárcel 
              - Elva Sepúlveda Lozano
              - Roberto Sepulveda Lozano (1927-2011)
                - Adriana Manuela Sepulveda Otero

              - Maria Elena Sepulveda (1926-1980)
              - Alfonso Sepúlveda (1924-1952)
- Raymundo Ayala
- Charles FitzJames (1752-1787)
  - Jacobo Fitzjames-Stuart y Stolberg-Gedern (1773-1794)
    - Jacobo Fitzjames-Stuart y Silva (1792-1795)

  - Maria Francisca Ferdinanda Teresa Anna FitzJames-Stuart y Stolberg-Gedern (1775-1852)
    - Francisca Javiera de Silva y FitzJames-Stuart (1795-1818)

  - Duque de Liria y Xérica, Duque de Alba de Tormes Carlos Miguel Fitz-James Stuart y Silva (1794-1835)
    - Jacobo Fitz-James Stuart y Ventimiglia 1821-1881)
      - María de la Asunción Rosalia Fitz-James Stuart y Palafox 1851-1927)
        - Ángela Mesía y Fitz-James Stuart (1874-1978)
          - Angelita de la Lastra y Mesía (1910-2011)
          - Maria de la Lastra y Mesía (1903-2004)
          - María Araceli de la Lastra y Mesía (1905-2004)
            - Araceli Agrela y de La Lastra (1926-2011)
            - Juan Manuel Agrela y de La Lastra (1928-1983)

          - Carlos de la Lastra y Mesía
          - Alfonso de la Lastra y Mesía (meghalt 1974-ben)
          - Jose de la Lastra y Mesia

        - María Luisa Mesía y Fitz-James Stuart (1876-1966)
          - Guy de Cartassac y Mesia (1904-1948)

        - María Eugenia Mesía y Fitz-James Stuart
        - María de la Asunción Mesía y Fitz-James Stuart (1877-?)
        - José María Mesía y Fitz-James Stuart (1879-?)
        - Fernando del Barco Mesía y Fitz-James Stuart (1881-1948)
          - María de la Asunción Mesía y Lesseps (1911-?)
          - María Solange Mesía y de Lesseps (1911-2005)
            - María Cristina de Baviera y Mesía (1935-2014)
            - Fernando de Baviera y Mesía (1937-1999)
            - Luis de Baviera y Mesía (1942-1966)

          - Francisca Eugenia Mesía y Lesseps (1913-1920)
          - José Mesía y Lesseps (1917-1970)
            - José Luís Mesía Figueroa (1941-2018)
            - María Mesía Figueroa (1944-2006)

### Jorge de Portugal leszármazottai
Jorge de Portugal anyja, Isabel Colón de Toledo révén Kolumbusz Kristóf dédunokája. Alább Jorge leszármazottai láthatóak:
- Diego de Portugal de Botti (1574-?)
  - Isabel de Portugal y Colón
  - Ana Francisca de Portugal y Colón (meghalt 1630-ban)
    - Catarina de Cárdenas Colón Toledo y Portugal (1635-1707)
    - Francisca Lorenza de Cárdenas Portugal y Colón (1645-1710)
      - María Enríquez de Portugal (1682-1767)

    - María de Saavedra y Neve
      - Isabel Tello de Portugal y Arias de Saavedra 
        - Francisca María Tello de Portugal
          - Joaquín Pérez de Saavedra
          - Josef Domingo Pérez de Saavedra y Tello de Portugal
          - María Francisca Pérez de Saavedra y Tello de Portugal
            - Rafael Fernández de Córdoba y Saavedra

          - Manuel Pérez de Saavedra (1793-?)
            - María de las Mercedes Pérez de Saavedra-Narváez y Caicedo
              - Fernando Cabrera y Pérez de Saavedra (1798-1843)
                - Juan Bautista de Cabrera y Bernuy (1830-1872)
                - José Diego Cabrera y Bernuy (1834-1864)
                  - Fernando Cabrera y Fernández de Córdoba (1857-1914)
                  - José Cabrera y Fernández de Córdoba (1859-1900)
                  - Rafael Cabrera y Fernández de Córdoba (1861-1887)

### José Cabrera y Fernández de Córdoba (1859-1900) leszármazottai
- José Cabrera y Trillo-Figueroa (1887-1934)
- María de la Soledad Cabrera y Trillo-Figueroa (1889-1935)
- Joaquín Cabrera y Trillo-Figueroa (1891-1931)
- Fernando Cabrera y Trillo-Figueroa (1892-1920)
- Rafael Cabrera y Trillo-Figueroa (1894-1938)
  - José Cabrera y Padilla (1924-2010)
- Asunción Cabrera y Trillo-Figueroa
- Pilar Cabrera y Trillo-Figueroa
  - Asunción de Alvear y Cabrera
  - Pilar de Alvear y Cabrera
  - Enrique de Alvear y Cabrera
  - Juan José de Alvear y Cabrera
  - Javier de Alvear y Cabrera
- Carmen Cabrera y Trillo-Figueroa (meghalt 1934-ben)

### Rafael Cabrera y Fernández de Córdoba (1861-1887) leszármazottai
- María Soledad Cabrera y Villalba (1938-ban)
  - Soledad de Hoces Cabrera
  - María de Hoces Cabrera 
    - María Obdulia de Turnes y Hoces (meghalt 2007-ben)
    - Fabio Turnes y Hoces (meghalt 2007-ben)

  - Africa de Hoces Cabrera
  - Antonio de Hoces Cabrera (született 1913-ben)
  - María del Valle de Hoces Cabrera (meghalt 1949-ben)
    - Teresa María Mastrodicasa y de Hoces (meghalt 2006-ban)
      - Alfredo Carsten

  - Rafael de Hoces Cabrera (meghalt 1981-ben)
  - José Ramón de Hoces Cabrera (1921-1943)
- María de la Soledad Fernández de Córdoba y González de Aguilar (1837-1886)
  - Fernando Cabrera y Fernández de Córdoba (1857-1914)
  - José Cabrera y Fernández de Córdoba (1859-1900)
    - José Cabrera y Trillo-Figueroa (1887-1934)
    - María de la Soledad Cabrera y Trillo-Figueroa (1889-1935)
    - Joaquín Cabrera y Trillo-Figueroa (1891-1931)
    - Asunción Cabrera y Trillo-Figueroa
    - Fernando Cabrera y Trillo-Figueroa (1892-1920)
    - Rafael Cabrera y Trillo-Figueroa (1894-1938)
      - José Cabrera y Padilla (1924-2010)

    - Pilar Cabrera y Trillo-Figueroa
      - Asunción de Alvear y Cabrera
      - Pilar de Alvear y Cabrera
      - Enrique de Alvear y Cabrera
      - Juan José de Alvear y Cabrera
      - Javier de Alvear y Cabrera

## Magyarul
- Columbus úti naplója; ford., sajtó alá rend. Szerb Antal; Officina, Bp., 1941 (Officina könyvtár)
- Az Újvilág hajósai. Kolumbus, Vespucci, Magellán; ford. Lontay László, Salánki József, Tassy Ferenc, bev., jegyz. Tassy Ferenc; Gondolat, Bp., 1968 (Világjárók. Klasszikus útleírások)
- Kolumbusz hajónaplója; bev., jegyz. Dáné Tibor, ford. Tassy Ferenc; Kriterion, Bukarest, 1988 (Téka)
- Kolumbusz útinaplója; ford., sajtó alá rend. Szerb Antal, szerk. Furkó Zoltán; Akadémiai, Bp., 1991 (Egyéniség és alkotás)

## Emlékezete

### Film, színház, muzsika
- Darius Milhaud: Kolumbusz Kristóf (opera)
- Kolumbusz rockopera (zene: Gallai Péter, szöveg: Fábri Péter)
- Alberto Franchetti: Cristoforo Colombo (opera)
- Gaetano Donizetti: Cristoforo Colombo (opera)
- 1492 – A Paradicsom meghódítása (rendező: Ridley Scott, zeneszerző: Vangelis, főszereplők: Gérard Depardieu és Sigourney Weaver)
- Brózik Károly: Kolumbus Kristóf – Amerika fölfedezése, Lampel kiadó, Budapest, 1902

### Épületek, emlékművek, bankjegy
- Kolumbusz Kristóf Múzeum – Spanyolország, Valladolid
- Kolumbusz-emlékmű (Sevilla)
- Kolumbusz-emlékmű (Santo Domingo)
- Kolumbusz-emlékmű (Bremerhaven)
- Kolumbusz-emlékmű (Genova)
- Kolumbusz-emlékmű (Huelva, Spanyolország)
- Kolumbusz-emlékmű (Barcelona)
- Kolombusz-szobor (San Sebastian főterén – La Gomera, Kanári-szigetek)
- Kolumbusz-szobor (Madrid)
- Kolumbusz-szobor (Richmond, USA)
- Kolumbusz-szobor (London)
- Kolumbusz-szobor (New York, USA)
- Kolumbusz-szobor (Caracas, Venezuela)
- Kolumbusz-szobor (Minneapolis, USA)
- Kolumbusz-szobor (Saint Paul, Minnesota, USA)
- Kolumbusz-szobor (Boston, USA)
- Kolumbusz-szobor (San Antonio, Texas, USA)
- Kolumbusz-szobor (Houston, Texas, USA)
- Kolumbusz-szobor (Los Angeles, Kalifornia, USA)

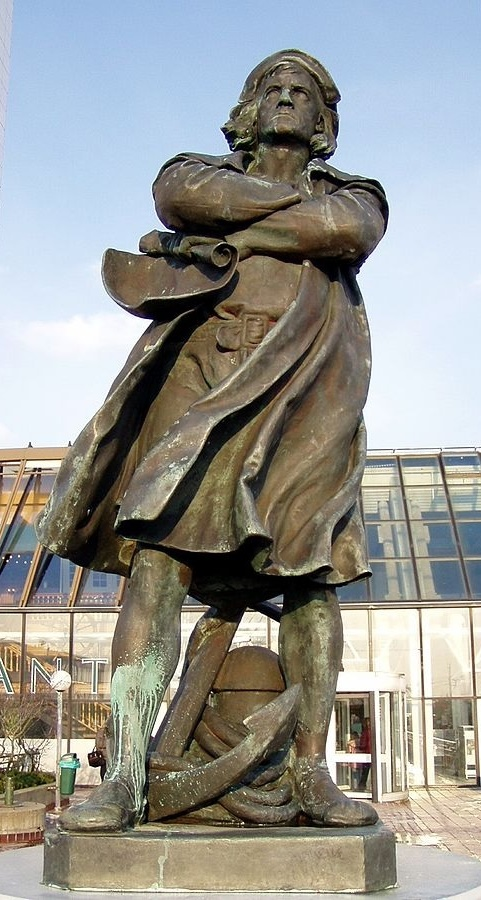
Kolumbusz-emlékmű Bremerhavenben
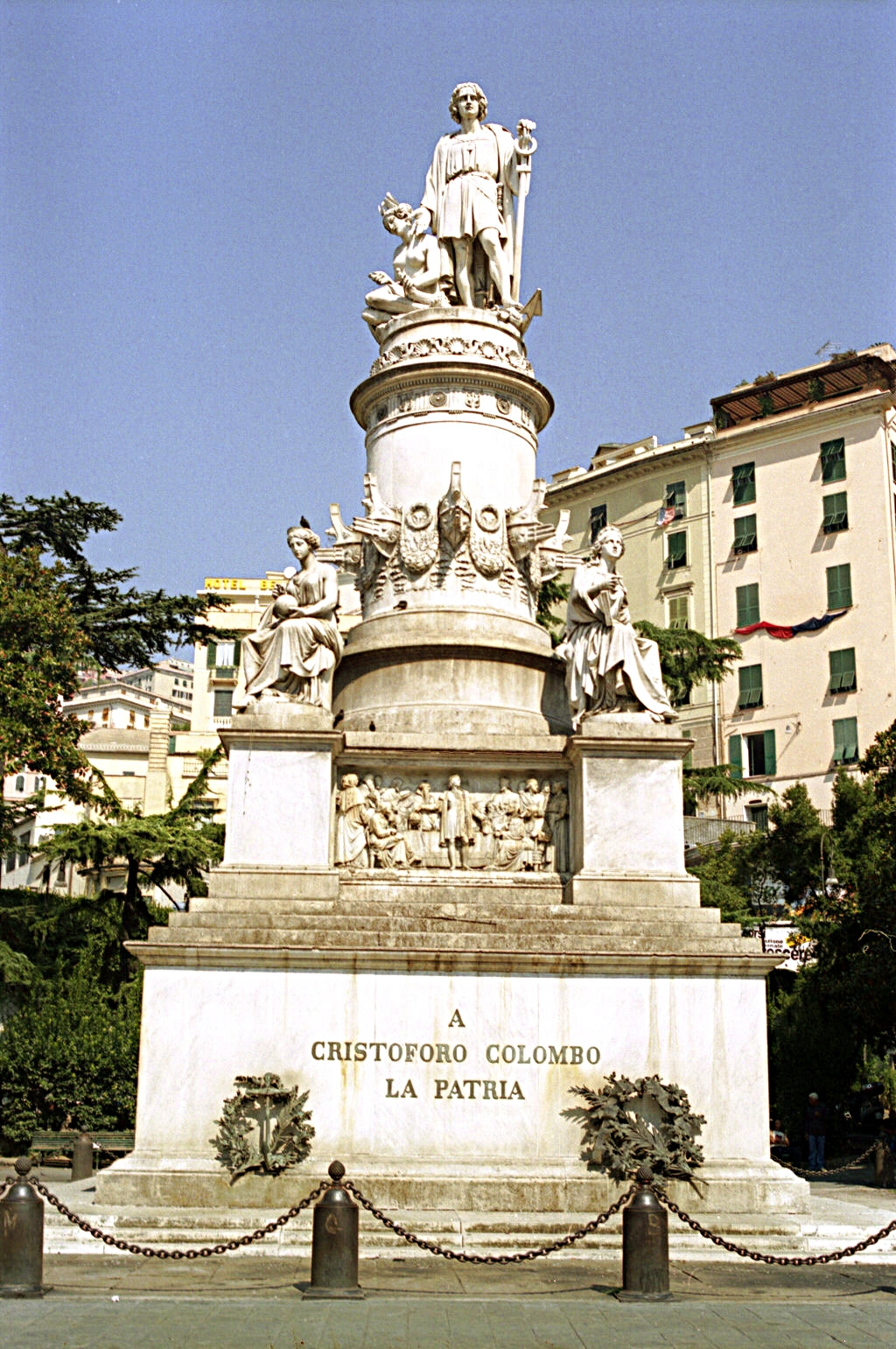
Kolumbusz-emlékmű Genovában
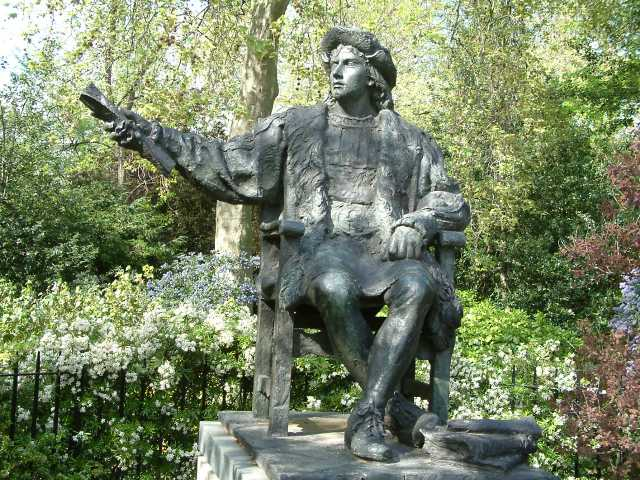
Kolumbusz-szobor Londonban
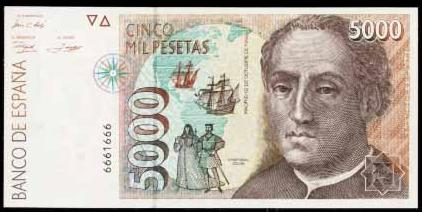
Kolumbusz portréja az euró bevezetése előtti utolsó spanyol 5000 pesetás bankjegyen

### Magyarul
- A hirado.hu portál cikke Kolumbusz halála utáni viszontagságairól
- A múlt-kor történelmi portál cikke
- A National Geographic cikke Kolumbuszról
- Kolombusz Kristóf rockopera dalszövegei
- A HVG cikke Kolumbuszról
- A ma.hu cikke az új kínai kutatásokról
- A Mindentudás Egyeteme cikke az amatőr kínai térképész feltételezéseiről
- A FigyelőNet cikke a kínai felfedezőről
- Kolumbusz szadista zsarnok volt?[halott link]
- Amerika fölfedezése
- A hondurasi Rincon del Bueyben folytatódik az a július 20-án kezdődött "jelképes per", amelyet az ország indián lakossága indított Kolumbusz Kristóf ellen népirtás vádjával
- Amerika fölfedezése. Mulatságos olvasó könyv gyermekek és ifjak számára, 1-3. / Kolumbus / Kortez / Pizarro; Heinrich Joachim Campe után Peregriny Elek; Schmid Ny., Pozsony, 1836-1837
- Markó Ferenc: Amerika felfedezése és meghódítása. Kolombus Kristóf, Cortez Ferdinánd, Pizarro Ferenc. Az ifjúság számára; Ifj. Nagel, Bp., 1890
- José Morán: Kolombusz. A rejtélyes felfedező; ford. Rusznák György; Napraforgó, Bp., 2013 (Mesés életrajzok)

### Idegen nyelven
- Tudnivalók Kolumbuszról németül, ewetel.net
- A hajónaplóból németül, stephan-selle.de
- Kolumbuszról angolul, reportret.info
- Toscanelli’s World Map angolul Archiválva 2017. december 22-i dátummal a Wayback Machine-ben, cartographic-images.net
- Columbus and Toscanelli angolul, schillerinstitute.org